# Opportunity

Simulazione dell'arrivo su Marte della sonda

Opportunity (Mars Exploration Rover-B, MER-B, MER-1) è il rover gemello di Spirit (MER-A o MER-2) che ha raggiunto Marte il 25 gennaio 2004 alle 05:05 UTC (MSD 46236 14:35 AMT, 18 Scorpius 209 Dariano), tre settimane dopo Spirit, atterrando dall'altra parte del pianeta. Progettato per operare per soli 90 sol, Opportunity è rimasto operativo almeno fino al 10 giugno 2018 (sol 5111) quando a causa di una tempesta di sabbia globale che ha ridotto l'apporto energetico fornito dai suoi pannelli solari, ha inviato la sua ultima comunicazione ed è presumibilmente entrato in safe mode. La NASA ha dichiarato la missione conclusa il 13 febbraio 2019 (sol 5353) durante una diretta live streaming dal JPL, poiché i tentativi di mettersi in contatto con il rover si sono rivelati fallimentari.
Opportunity ha completato la prevista missione iniziale di 90 sol, ha scoperto il primo meteorite caduto su un altro pianeta (Heat Shield Rock), ha analizzato per due anni il cratere Victoria, è fortunosamente sopravvissuto a tempeste di polvere che rischiavano di interrompere la sua attività nel 2007. Nel 2008 ha quindi iniziato a dirigersi verso il cratere Endeavour che ha raggiunto nell'estate 2011. Il 19 maggio 2010 ha superato il record di "longevità" delle missioni su Marte, sino ad allora detenuto dalla sonda Viking 1 con 6 anni e 116 giorni (2245 sol) ad oggi è pertanto la missione di più lunga operatività su Marte. Nel mese di marzo del 2015 il rover ha superato i 42,195 km percorsi sul suolo marziano, tagliando l'ideale traguardo della maratona olimpica.

## Missione

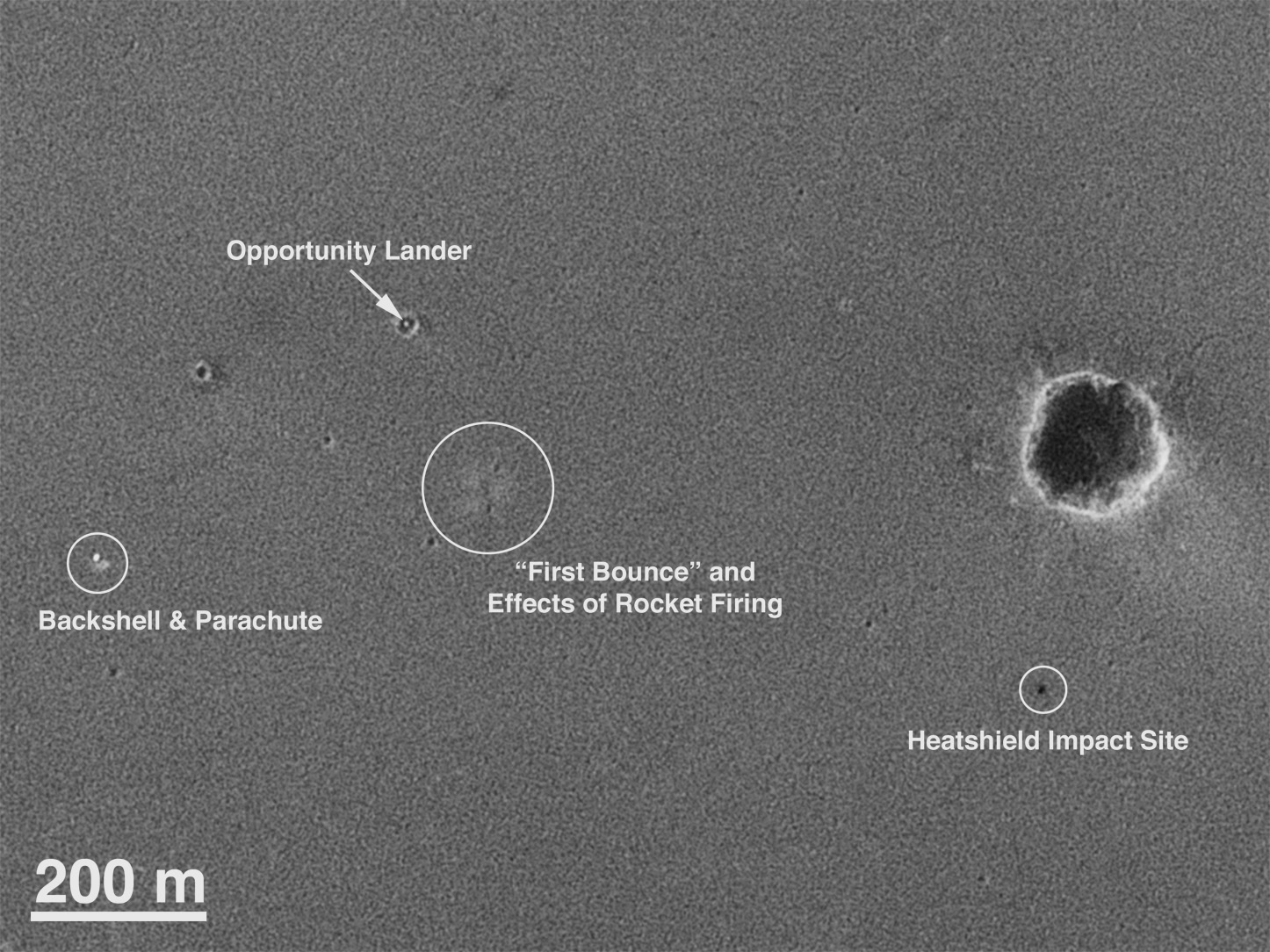
Fotografia dell'orbiter Mars Global Surveyor del sito di atterraggio che mostra il cratere "Eagle"

Partendo dal cratere Eagle, Opportunity ha compiuto ricerche sul suolo e su campioni di roccia e ha scattato fotografie panoramiche del luogo di atterraggio. Il 2 marzo 2004 la NASA ha comunicato di ritenere che, sulla base delle informazioni rilanciate a terra da Opportunity, fosse desumibile che in passato su Marte vi sia stata la presenza di acqua. Si è giunti a questa conclusione, con la scoperta di un minerale particolare nelle rocce marziane, l'ematite, che normalmente si forma nell'acqua.
Successivamente il rover venne diretto lungo la superficie del pianeta per compiere ricerche in un altro cratere chiamato Endurance (ricerche svoltesi da giugno a dicembre 2004). In seguito, Opportunity ha esaminato il sito di impatto del suo scudo termico scoprendo un meteorite intatto, chiamato Heat Shield Rock, sulla superficie marziana.
Dal tardo aprile all'inizio di giugno del 2005 il rover si è pericolosamente incagliato in una duna di sabbia, con alcune ruote rimaste sepolte sotto la sabbia. Per sei settimane terrestri vennero effettuate simulazioni per decidere il miglior sistema per sbloccare il veicolo senza rischiare di bloccarlo definitivamente. Il rover fu liberato con successo facendolo muovere pochi centimetri alla volta, permettendo la prosecuzione delle esplorazioni.
Opportunity fu allora diretto a sud verso Erebus, un grande cratere poco profondo e parzialmente sepolto, facendo una sosta durante il viaggio nel cratere Victoria, tra l'ottobre 2005 ed il marzo 2006. All'epoca ci furono alcuni problemi meccanici con il braccio robotico.
Successivamente il rover è stato diretto ad analizzare l'assai più grande cratere Endeavour (circa 25 volte più grande del cratere Victoria, con un diametro di 22 km).
In oltre quattordici anni di funzionamento il rover ha percorso più di 45 km.

## Esplorazioni

### 2004: Atterraggio e prime esplorazioni

#### Sito di atterraggio: cratere "Eagle"
Opportunity atterrò a Meridiani Planum (coordinate 354.4742°E 1.9483°S), circa 24 chilometri a est del luogo di atterraggio previsto. Anche se Meridiani è una pianura, priva delle distese rocciose viste nei siti di atterraggio precedenti, il rover si trovò in un cratere da impatto di circa 20 metri di diametro e con l'orlo situato a circa 10 metri dal rover. Questo cratere, chiamato in seguito cratere Eagle, suscitò subito l'interesse degli scienziati NASA: era uno dei luoghi più scuri mai visitati da una sonda su Marte e ci vollero due settimane prima di poter avere una migliore visione dell'ambiente circostante. 

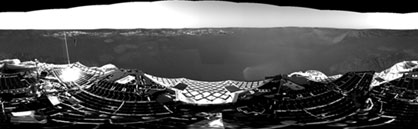
Primo panorama a 360 gradi in scale di grigio, ripreso dalla fotocamera durante il Sol 1, che mostra l'interno del cratere Eagle nel Meridiani Planum, poco dopo l'atterraggio

Gli scienziati si mostrarono subito particolarmente interessati all'abbondanza di affioramenti rocciosi presenti e dal suolo, che appariva come un miscuglio di grani grigi e granelli più piccoli rossastri; notarono che queste rocce assomigliano a depositi di cenere vulcanica o di sedimenti depositati dal vento o dall'acqua.

I geologi pensano che questi strati - alcuni più sottili di un dito - indichino rocce originate sia da sedimenti trasportati dal vento o dalla pioggia, sia da cenere vulcanica. Il Dr. Andrew Knoll dell'università di Harvard, membro del team scientifico di Opportunity e Spirit, ha dichiarato che "dovremmo essere in grado di distinguere tra queste due ipotesi". Aggiunse che "se le rocce sono sedimentarie, allora è più probabile che siano state originate dall'azione dell'acqua, piuttosto che da quella del vento".

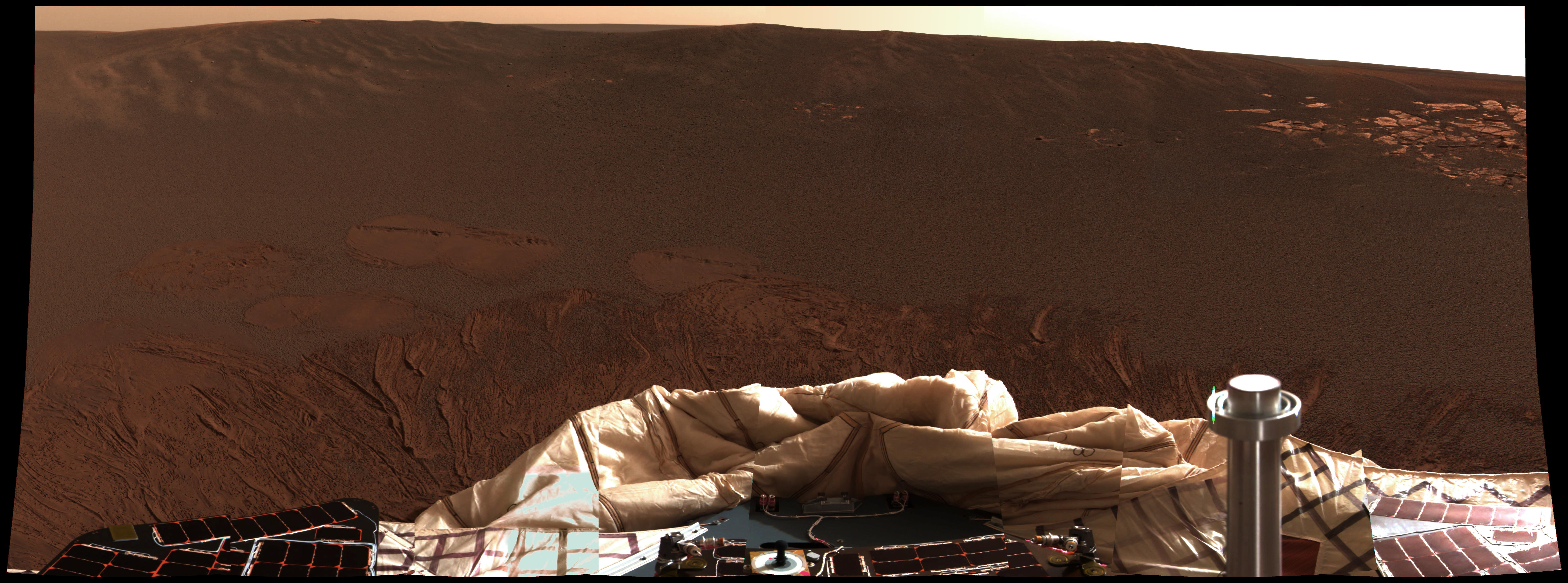
Primo panorama a colori inviato da Opportunity, che mostra il paesaggio di Meridiani Planum

Il 28 gennaio 2004 la NASA annunciò che il sito di atterraggio ricorderà i sette astronauti dello Space Shuttle Challenger che morirono nella missione STS-51-L, quando lo Shuttle ebbe il catastrofico incidente del 28 gennaio 1986.

#### Affioramenti rocciosi

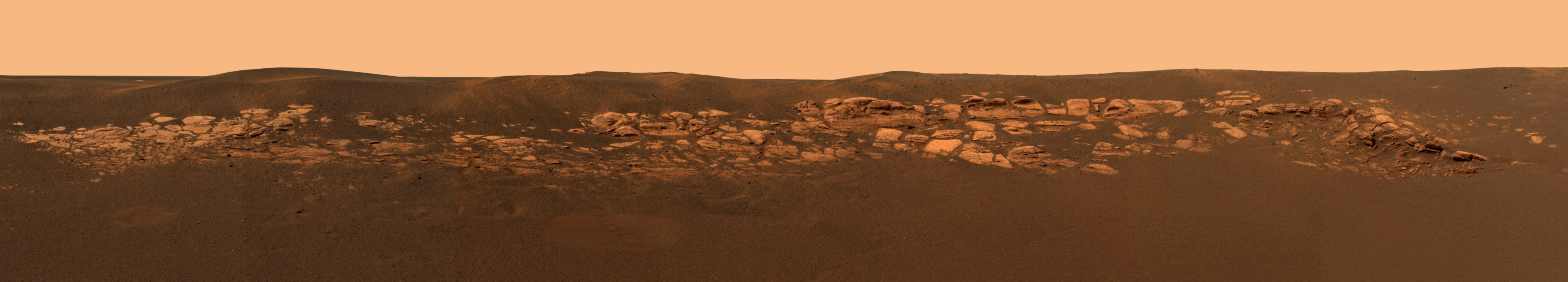
Questo panorama del cratere Eagle mostra gli affioramenti rocciosi che si pensa abbiano avuto origine dall'azione dell'acqua

Opportunity esaminò durante il 15° sol la roccia chiamata "Stone Mountain", nell'area del cratere dove erano presenti gli affioramenti, sollevando l'ipotesi che fosse composta di granelli molto fini o di polvere, al contrario delle rocce arenarie terrestri, che sono composte di sabbia compressa con grani piuttosto grossi.
L'effetto dell'agente meteorologico che causò l'erosione degli strati rocciosi sembra essere visibile sotto forma di zone scure.

#### El Capitan

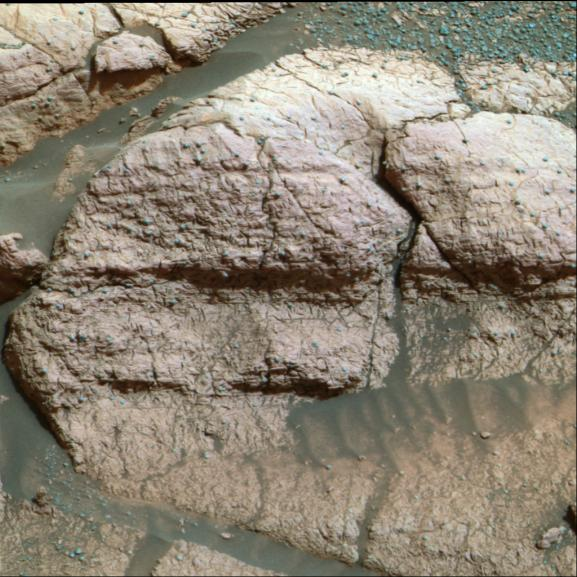
Sezione di El Capitan

Fu selezionata una particolare roccia (chiamata "El Capitan"), la cui parte superiore aveva caratteristiche diverse rispetto alla parte inferiore, per compiere ulteriori analisi. La roccia "El Capitan" fu raggiunta da Opportunity il 27º sol e scattò la prima immagine con la sua fotocamera panoramica.
Il 30º sol, il rover per la prima volta utilizzò lo strumento di levigazione (Rock Abrasion Tool - RAT). A destra si può vedere una immagine ravvicinata scattata dopo aver compiuto un foro nella roccia.
Durante una conferenza stampa il 2 marzo, gli scienziati esposero le loro conclusioni sulla roccia e le prove della passata presenza di acqua liquida. Nella roccia furono anche trovati dei "buchi", visibili nelle ultime due immagini in basso.
Questi "buchi" sono analoghi ad un fenomeno noto ai geologi come "vug" e consistente nei vuoti che si generano quando si formano cristalli all'interno della matrice della roccia e questi vengono successivamente rimossi da processi di erosione, lasciando al loro posto delle zone vuote.

Le caratteristiche della roccia sarebbero compatibili con alcuni tipi di cristalli, come quelli dei solfati.
Inoltre, furono presentati i primi dati dallo spettrometro Mössbauer. Lo spettro del ferro ottenuto dalla roccia "El Capitan" mostra forti indizi di presenza del minerale jarosite. Questo minerale contiene molecole di idrossile, che indicano presenza di acqua durante la formazione del minerale. Altri dati ricavati dalla stessa roccia mostrano la presenza di quantitativi considerevoli di solfati.

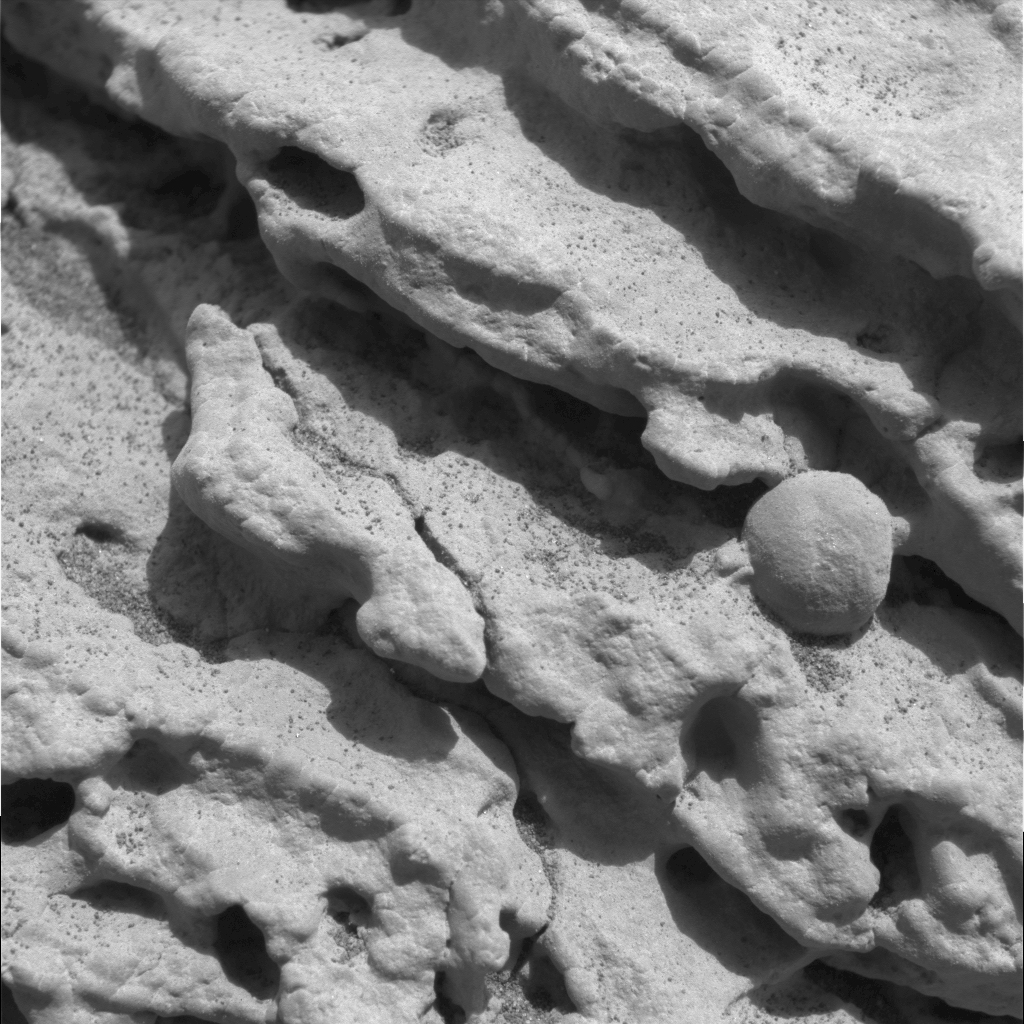
Immagine ravvicinata di un affioramento.
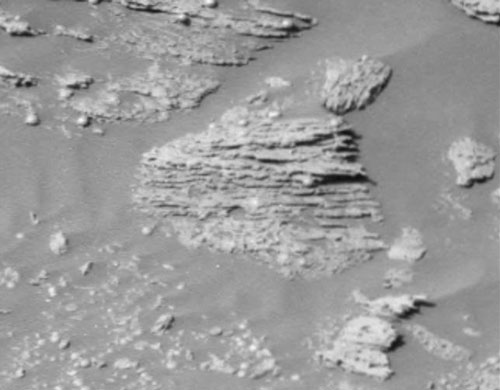
Sottili strati di roccia, non tutti paralleli tra loro
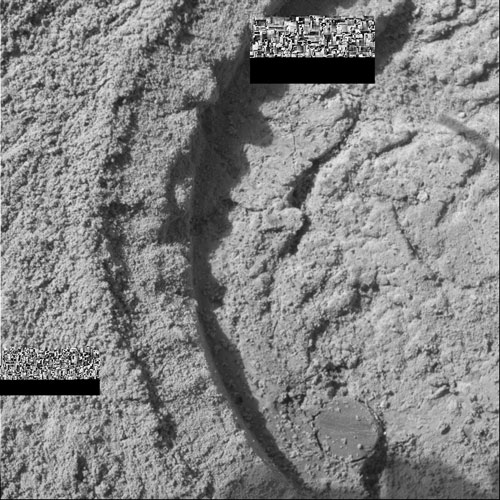
Sezione del foro creato dal RAT
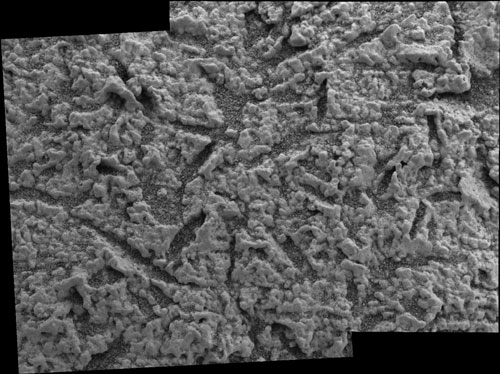
I "buchi" presenti nella roccia

#### Opportunityscava

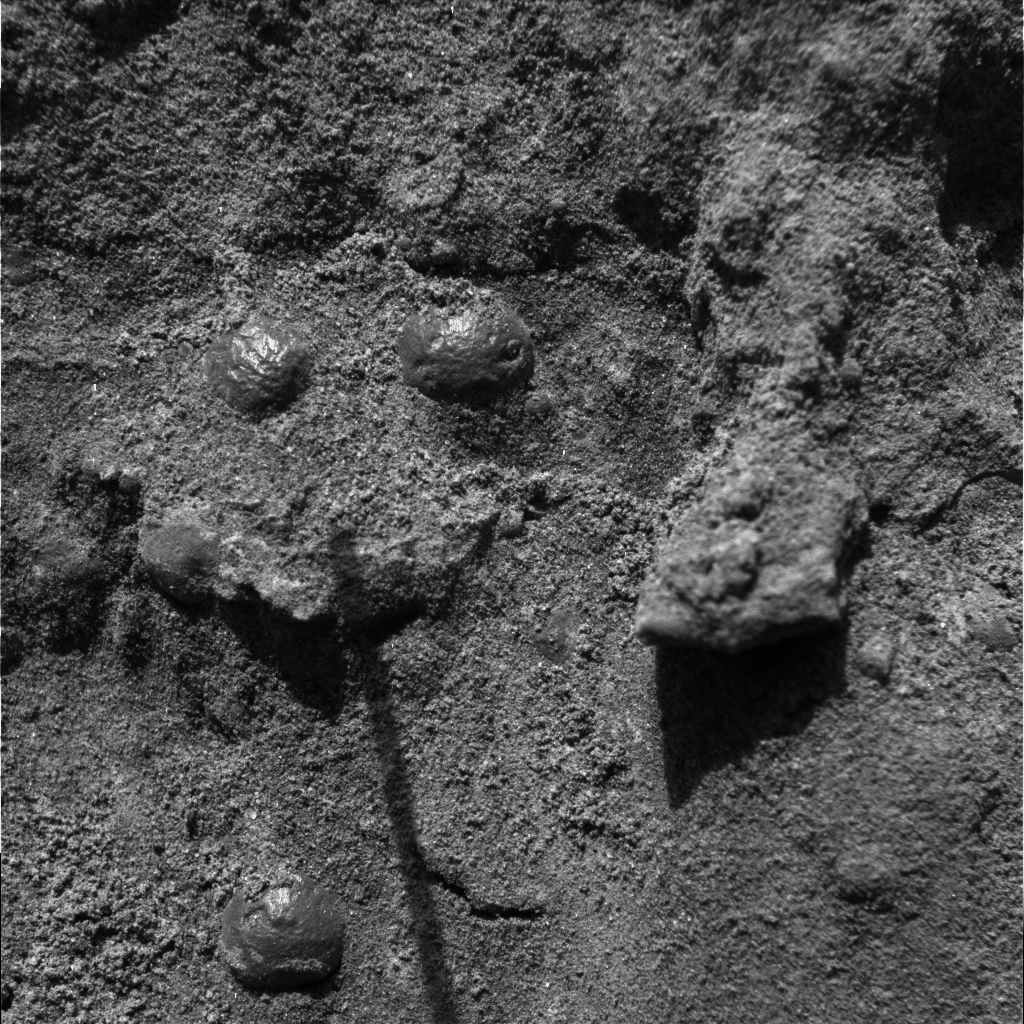
Questa immagine, proveniente dal microscopio, mostra oggetti sferici e lucidi incorporati nella parete della trincea

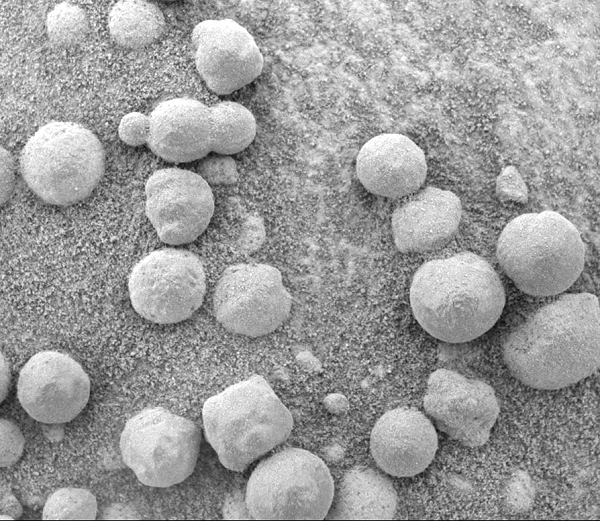
"Blueberries" (sfere di ematite) su un affioramento roccioso nel cratere Eagle. Da notare la tripletta unita assieme, in alto a sinistra

Il rover effettuò uno scavo muovendo avanti e indietro alternativamente la ruota anteriore destra, mentre le altre lo bloccavano sul posto. Per ampliare lo scavo fu fatto ruotare leggermente il rover tra un periodo e l'altro di scavo. L'intero processo durò 22 minuti.
Lo scavo risultante — il primo fatto dai rover marziani — misurava 50 cm di lunghezza e 10 cm di profondità.
Due particolari che catturarono l'attenzione degli scienziati furono l'aspetto coagulato del terreno nella parte alta dello scavo e la lucentezza del terreno sul fondo. Le ricerche sulle pareti e sul fondo condussero alla scoperta di ciottoli rotondi e lucidi e di un terreno così fine che neppure il microscopio del rover riuscì a individuarvi particelle singole.
"Quello che è sotto è diverso da quello che è sulla superficie" disse Dr. Albert Yen, membro del team scientifico al Jet Propulsion Laboratory della NASA.

#### Cratere Endurance

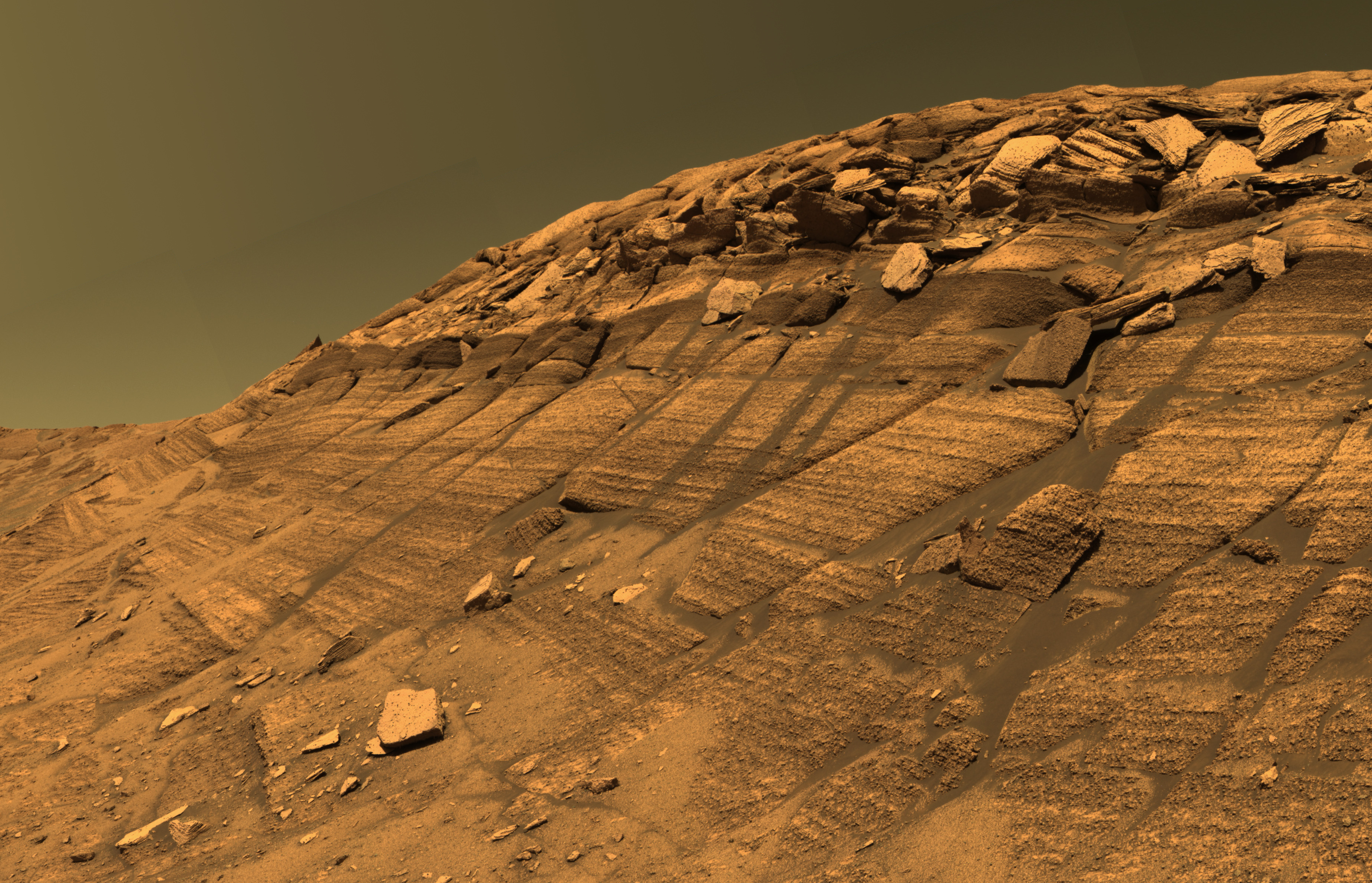
Vista delle Burns Cliff all'interno del cratere Endurance

Il 30 aprile 2004 Opportunity raggiunse il cratere Endurance, contenente molti strati di roccia. A maggio il rover circumnavigò il cratere ed effettuò osservazioni con la camera panoramica e con il Miniature Thermal Emission Spectrometer (Mini-TES, un mini-spettrometro termico). Fu studiata una roccia chiamata "Lion Stone", che si scoprì avere una composizione simile a quella degli strati del cratere Eagle.
Il 4 giugno 2004 i responsabili di missione annunciarono la loro intenzione di guidare Opportunity dentro Endurance, anche se fosse stato impossibile farlo uscire da lì, per esplorare alcune rocce stratificate che erano state individuate nelle foto scattate dal bordo del cratere. "Questa fu una decisione cruciale e ponderata per la missione aggiuntiva dei rover", disse Dr. Edward Weiler, co-amministratore NASA per le scienze spaziali. "La domanda di cosa venne prima delle evaporiti era il problema scientifico più importante a cui poteva rispondere Opportunity all'epoca", disse il Dr. Squyres, ricercatore dell'università Cornell.
L'8 giugno iniziò un primo viaggio all'interno del cratere ed il rover ne uscì fuori il medesimo giorno. Si scoprì infatti che l'angolo della superficie era ben all'interno del margine di sicurezza (circa 18 gradi), così prese il via la vera e propria escursione verso gli strati rocciosi. Durante i sol 134, 135, 137 (12 giugno), il rover si addentrò sempre più profondamente nel cratere, procedendo esattamente come era stato pianificato.
Opportunity passò circa 180 sol nel cratere, prima di uscire da esso nel tardo dicembre 2004.
|                                                      |                                          |
| Panorama (in scale di grigio) nel cratere Endurance. | Strati rocciosi all'interno di Endurance |

### 2005

#### Heat Shield Rock

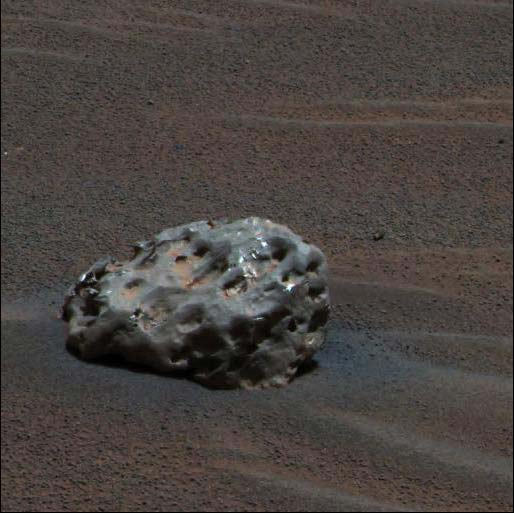
Heat Shield Rock fu il primo meteorite mai scoperto su un altro corpo celeste

Dopo l'uscita dal cratere Endurance, nel gennaio 2005 Opportunity fu inviato ad esaminare il proprio scudo termico. Mentre era nelle sue vicinanze, si avvicinò ad un oggetto che fu subito sospettato ed in seguito confermato di origine meteorica. Il meteorite venne chiamato "Heat Shield Rock" (con riferimento proprio allo scudo termico) e fu il primo trovato su un altro pianeta o satellite naturale.
Dopo 25 sol di osservazione, Opportunity fu inviato a sud verso un cratere chiamato Argo, distante circa 300 m dallo scudo termico.

#### Viaggio a Sud

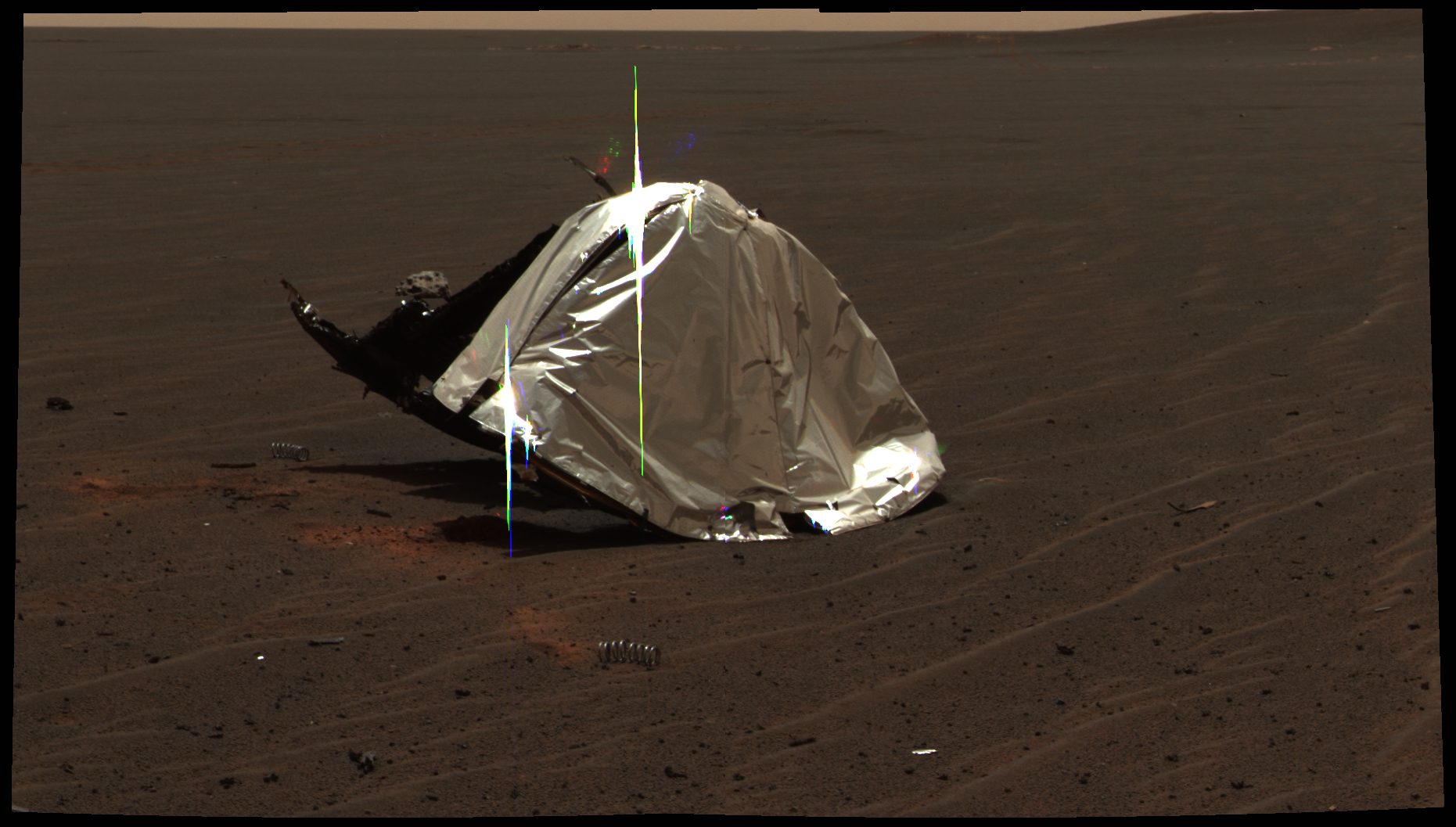
Scudo termico, assieme al meteorite nello sfondo in alto a sinistra

Nel sol 366, il rover scavò un'altra buca nelle vaste pianure del Meridiani Planum e continuò le osservazioni fino al sol 373 (10 febbraio 2005). Il rover oltrepassò i crateri "Alvin" e "Jason" ed il sol 389 (26 febbraio 2005) si avvicinò ad un cratere triplo mentre viaggiava verso il cratere Vostok. Durante questa traversata Opportunity segnò il record di distanza percorsa in un giorno: 177.5 metri, effettuati il 19 febbraio 2005. Durante il sol 389 (26 febbraio 2005) il rover si avvicinò ad uno di questi tre crateri, chiamato "Naturaliste". Vennero effettuate ricerche nel sol 392 su una roccia chiamato "Normandy", e le osservazioni proseguirono fino al sol 395.
Opportunity raggiunse il cratere "Vostok" nel sol 399, trovandolo principalmente riempito di sabbia e segnato da affioramenti rocciosi. In seguito fu inviato in una zona a sud detta "etched terrain" per cercare ulteriori rocce.
Nel sol 415 il rover si fermò per investigare alcune ondulazioni del terreno in modo da analizzare le differenze del suolo tra le creste delle onde. Gli obiettivi delle ricerche compresero alcuni punti fra i quali "Mobarak" (così chiamato in onore del Capodanno persiano), "Norooz" e "Mayberooz". Nel sol 421 il rover lasciò la zona per dirigersi verso il cratere "Viking".

#### Opportunity insabbiato
Il 26 aprile (sol 446), il rover si insabbiò inavvertitamente mentre scalava una duna di sabbia alta circa 30 cm. Gli scienziati, analizzando le immagini, scoprirono che le ruote ai quattro angoli erano tutte insabbiate per una profondità maggiore del proprio raggio. La duna fu amaramente intitolata "Purgatory" (Purgatorio) dai responsabili della missione.
Le condizioni del rover vennero simulate sulla Terra prima di effettuare un qualunque movimento, per evitare che il rover rimanesse permanentemente immobilizzato. Dopo diverse simulazioni, che riproducevano le proprietà e le caratteristiche della sabbia marziana, fu inviato il comando per effettuare le prime manovre il 13 maggio (sol 461), facendo avanzare il rover di pochi centimetri. 

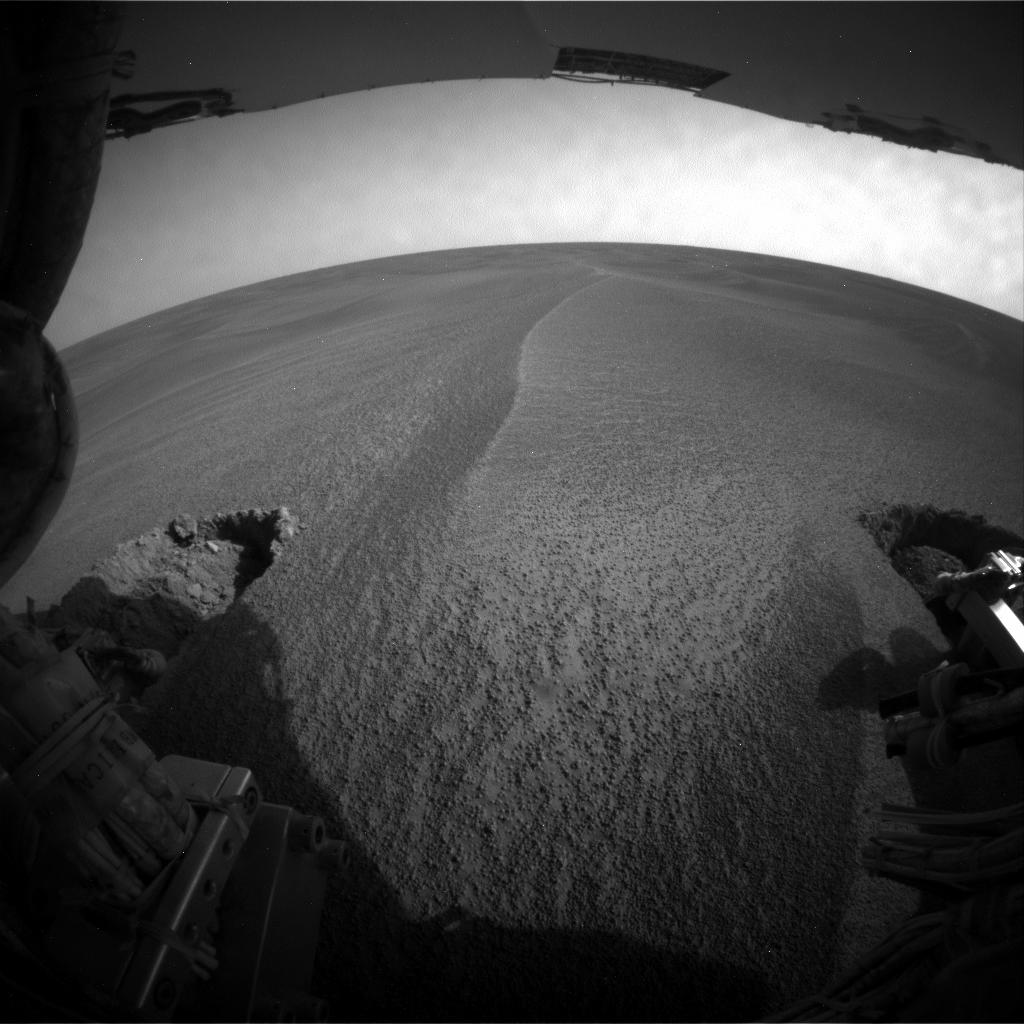
Ruote posteriori bloccate nel sol 468

Durante i sol 465 e 466 vennero eseguiti altri movimenti, muovendo il rover di pochi centimetri alla volta. Ad ogni spostamento vennero scattate foto panoramiche per controllare la situazione delle dune circostanti. La manovra di sblocco dalla duna fu completata con successo il 4 giugno (sol 483) e tutte le sei ruote toccarono finalmente del suolo più solido. Dopo aver finito di studiare "Purgatory", il rover procedette a sud verso il cratere "Erebus".

#### Cratere Erebus
Tra ottobre 2005 e marzo 2006, Opportunity studiò "Erebus", un cratere grande e poco profondo, parzialmente sepolto, di passaggio sulla rotta a Sud per il Victoria.
Si misurò, grazie ad un'opportuna riprogrammazione, il grado di slittamento delle ruote per evitare che il rover potesse rimanere nuovamente bloccato, riuscendo nel proposito. Si evitò anche un altro incidente, simile a quello della duna "Purgatory", nel sol 603, quando il software di bordo di controllo dello slittamento fermò una ruota dopo che lo slittamento aveva raggiunto il 44.5%. Successivamente si procedette verso altre ondulazioni e ripple marks, scattando diverse foto al termine di ogni sol di viaggio.

Panorama ripreso dall'orlo del cratere Erebus

Nel sol 628 (3 novembre 2005) Opportunity si trovò nel mezzo di una seria tempesta di sabbia che durò tre giorni. Durante la tempesta fu in grado di muoversi in una modalità automatica di protezione, ma non fu possibile ricevere immagini. Meno di tre settimane dopo, un altro evento meteorologico pulì la sabbia dai pannelli solari del rover, che furono così in grado di produrre 720 Wh (80% del valore massimo). Nel sol 649 (1º dicembre 2005) si scoprì che il motore usato per riporre il braccio robotico durante il viaggio era bloccato. Questo problema richiese quasi due settimane per essere risolto; da allora il braccio è sempre ripiegato durante i viaggi ed esteso durante la notte per evitare che rimanesse bloccato.

### 2006

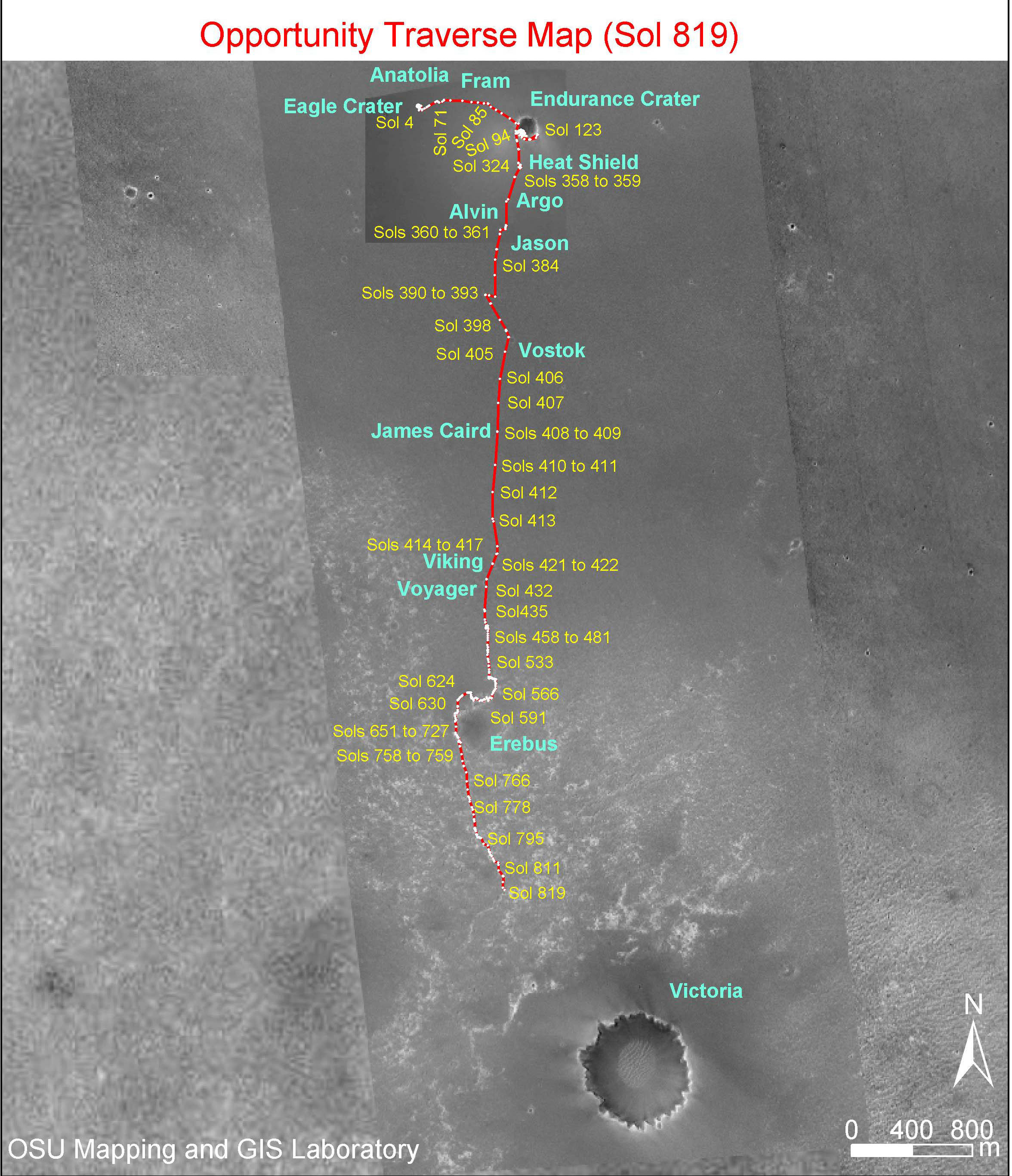
Mappa dell'attraversata di Opportunity sol 819 (14 maggio 2006)

Al termine di gennaio, vennero riprese immagini microscopiche di alcune zone del terreno (chiamate "Scotch", "Bourbon", "Branchwater"), in un affioramento roccioso chiamato "Olimpia". Dopo aver terminato gli studi, alla fine di febbraio, il rover fu diretto verso il bordo occidentale del cratere Erebus, verso un affioramento chiamato "Payson".
Tramite la collaborazione della sonda Mars Express dell'ESA utilizzò la camera panoramica e il miniature thermal emission spectrometer, scattando immagini di un transito sul Sole della luna Fobos. Nel sol 760 (22 marzo 2006), dopo essersi allontanato dal cratere Erebus, Opportunity ha proseguito verso la prossima destinazione: il cratere Victoria, situato ad una distanza di circa 1,5 km verso sud.
Il cratere Victoria è un grande cratere da impatto situato ad una distanza di circa 7 km dal sito di atterraggio originale, per lo studio degli affioramenti rocciosi. Il diametro del cratere Victoria è circa 6 volte più grande di Endurance.
Durante il lungo percorso sono stati analizzati molte zone del terreno e un affioramento chiamato "Brookville" nel sol 804. 
A metà luglio (sol 872), ad una distanza di circa 500 metri dal cratere Victoria, il rover si è soffermato nei pressi del cratere Beagle, dove inizialmente ha misurato, con gli strumenti, varie porzioni di terreno ricoperte dal materiale espulso (ejecta) derivati dall'impatto. Al termine di agosto (sol 913) il rover si è avvicinato alla sua destinazione, raggiungendo un piccolo cratere chiamato "Emma Dean".
Il 26 settembre 2006 Opportunity ha raggiunto l'orlo del cratere Victoria e ha trasmesso le prime immagini, tra cui la distesa di dune presente sul fondo. Il Mars Reconnaissance Orbiter ha fotografato il rover mentre si trovava sul bordo del cratere.
Le esplorazioni del cratere Victoria sono iniziate dai promontori "Cape Verde" e "Cape St.Mary", fotografando strati sedimentari e riprendendo immagini del bordo del cratere. A dicembre (sol 1022) è iniziata la ricerca di un punto di ingresso.

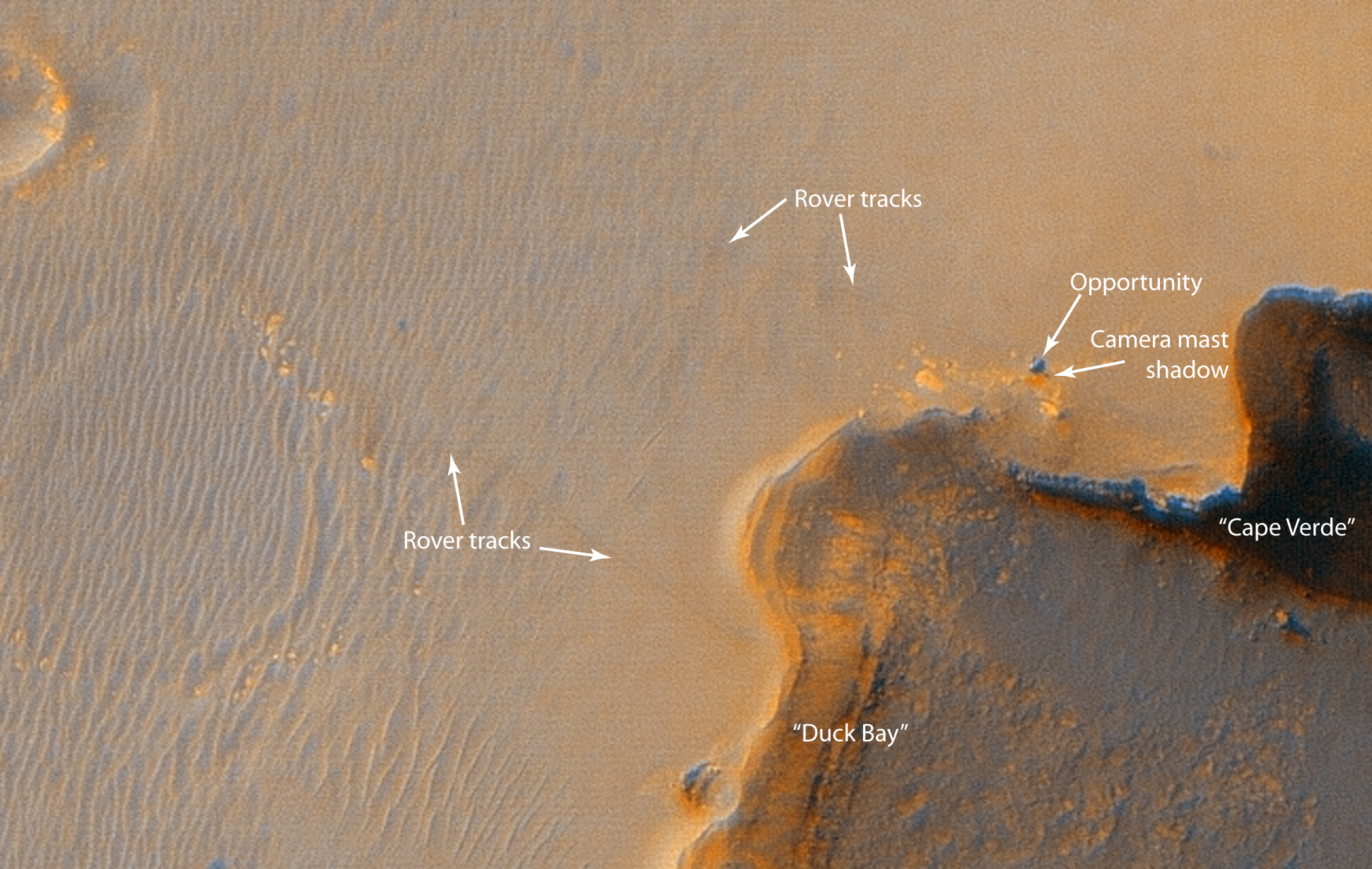
Opportunity sul bordo del cratere Victoria ripreso dall'MRO (3 ottobre 2006)

### 2007
Il rover, muovendosi lungo il bordo del cratere Victoria, ha continuato le indagini scientifiche di una roccia chiamata "Santa Catarina", che si pensa possa essere un meteorite, ipotesi supportata dal contenuto di ferro rilevato dal rover. I successivi promontori raggiunti da Opportunity, chiamati "Cabo Anonimo" e "Cape Desire", hanno fornito un punto di osservazione per le successive tappe del percorso. A febbraio il rover ha visitato "Cape Desire", "Cape Corrientes", in direzione est e successivamente si è spostato verso "Cape of Good Hope".
Ad aprile i tecnici NASA hanno inviato il rover nella baia chiamata "Valley without Peril", un possibile sito di ingresso nel cratere. Lungo gli spostamenti sono state misurate le concentrazioni di argon nell'atmosfera e analizzate delle porzioni di terreno di colore scuro.
Dopo aver parzialmente circumnavigato il cratere Victoria, il rover è tornato indietro nel punto di partenza chiamato Duck Bay nel giugno 2007. Questa posizione sembra la migliore per tentare di far scendere il rover sul fondo del cratere, in modo da continuare le analisi dall'interno.
Una serie di eventi meteorologici iniziati il Sol 1151 (20 aprile 2007) hanno ripulito i pannelli solari del rover permettendo l'innalzamento della produzione di energia fino a 800 Wh. Durante il Sol 1164 (4 maggio 2007) la corrente ha superato i 4 ampere, valore che non era stato più raggiunto dal Sol 18 (10 febbraio 2004). Tuttavia le successive tempeste di sabbia (in linea con il ciclo di 6 anni terrestri), hanno diminuito i livelli di potenza fino 280 W.

#### Tempeste di sabbia

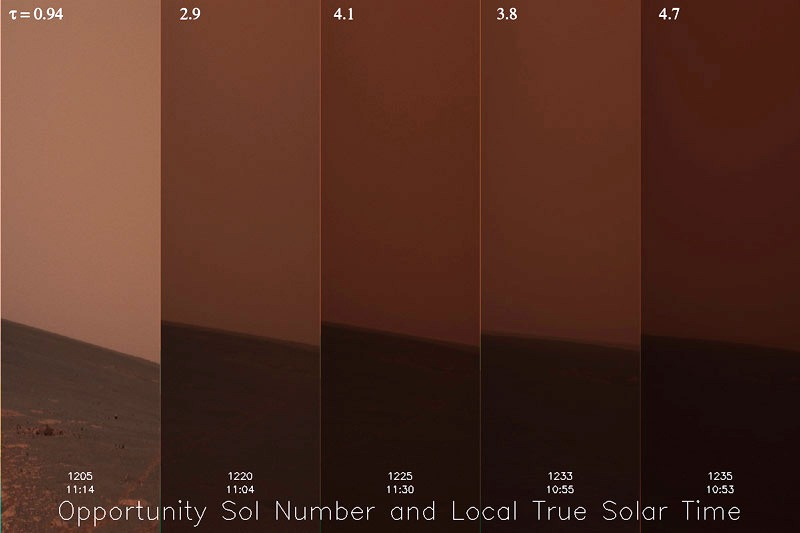
Sequenza di immagini dell'orizzonte marziano riprese durante i Sol 1205 (0,94), 1220 (2,9), 1225 (4,1), 1233 (3,8), 1235 (4,7) che mostra la quantità di luce bloccata dalle tempeste. Il valore di Tau pari a 4,7 corrisponde ad un blocco del 99% della luce. crediti:NASA/JPL-Caltech/Cornell

Verso la fine di giugno 2007, una serie di tempeste di sabbia iniziò a riempire l'atmosfera marziana con la polvere. Le tempeste si intensificarono e il 20 luglio entrambi i rover dovettero fronteggiare la possibilità di una perdita di potenza. I responsabili della NASA comunicarono che "stavano facendo il tifo per la sopravvivenza dei rover, ma che essi non erano stati progettati per queste condizioni così estreme". Il problema principale era rappresentato dalla drastica riduzione dell'energia; la densa polvere nell'atmosfera bloccava il 99% della luce diretta del Sole. Il rover Spirit, situato in un'altra regione del pianeta, stava ricevendo una quantità di luce leggermente superiore.
Normalmente i pannelli solari sono in grado di generare circa 700 Wh di energia al giorno e se si scende a valori inferiori a 150 Wh le sonde iniziano ad attingere energia dalle batterie. Se le batterie si esauriscono, i componenti elettronici principali sono soggetti ad avarie a causa del freddo intenso. Il 18 luglio 2007 i pannelli solari del rover generarono solo 128 Wh, il più basso livello mai raggiunto e la NASA inviò istruzioni al rover di comunicare con la Terra solo ogni tre giorni.
Le tempeste continuarono attraverso il mese di luglio e alla fine del mese la NASA annunciò che i rover potevano sopravvivere anche con queste ridotte disponibilità di energia. Tuttavia se la temperatura del modulo elettronico fosse continuata a scendere allora si sarebbe presentato un reale rischio di avarie, durante la quale il rover avrebbe disconnesso le batterie e sarebbe entrato in una modalità di sospensione. In queste condizioni, la sonda avrebbe verificato ogni giorno le condizioni atmosferiche per rientrare nelle normale modalità operativa ed effettuare le comunicazioni.

Se l'energia fosse stata insufficiente, Opportunity sarebbe potuto rimanere in sospensione per giorni, settimane e anche mesi (ma in quelle condizioni esiste sempre la possibilità che il rover non riprenda più le normali operazioni).
Il 7 agosto 2007 la tempesta iniziò ad attenuarsi, e anche se i livelli di energia erano ancora piuttosto bassi il rover ricominciò a riprendere e trasmettere immagini.

#### Ingresso nel cratere Victoria

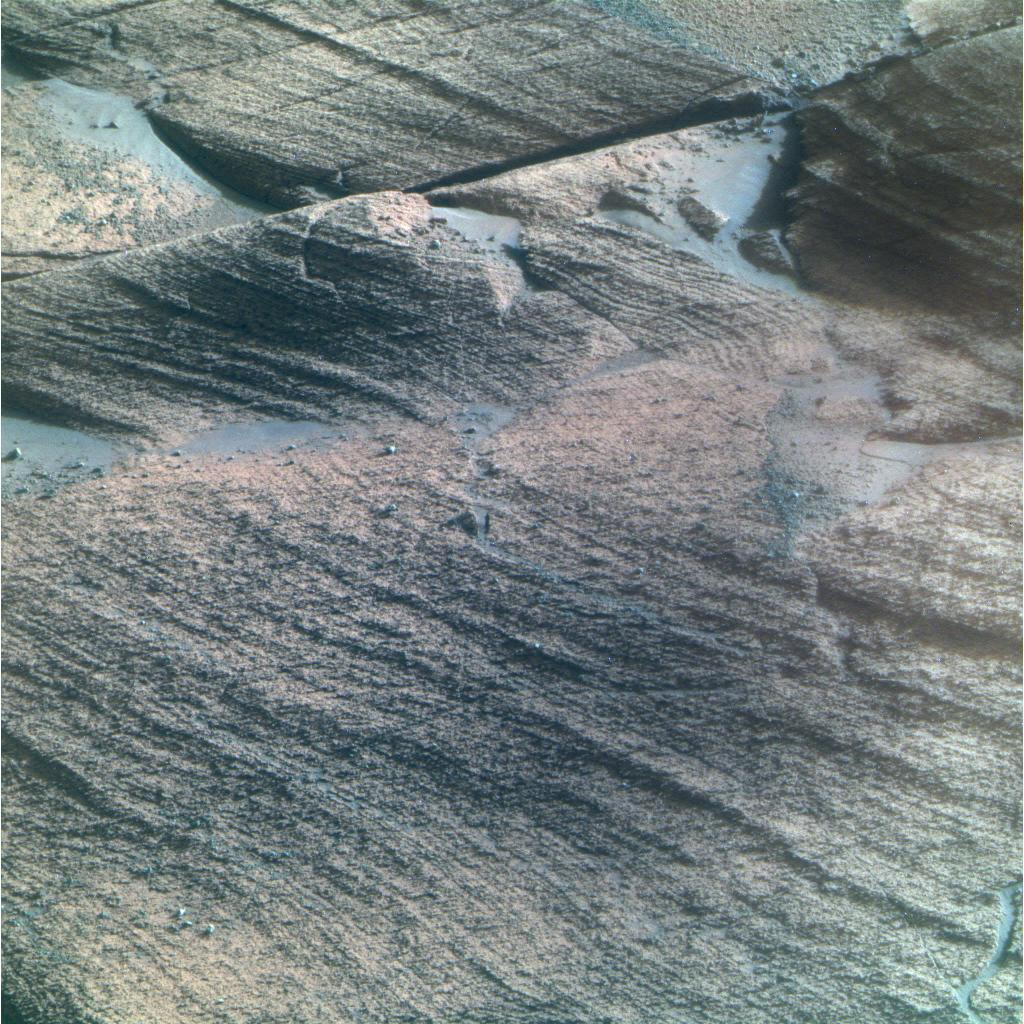
Particolare dello strato chiamato "Lyell"

Due rocce, chiamate "Madrid" e "Guadarrama", situate nei pressi della parete del cratere, sono state analizzate. Le rocce presenti nelle pareti di un cratere sono difficili da studiare, si è preferito, di conseguenza, investigare su rocce che si trovano nelle vicinanze della parete, ipotizzando che non siano molto dissimili.
A settembre Opportunity ha effettuato il primo tentativo verso il fondo del cratere (dopo diversi giorni di studi da parte del team). Il primo obiettivo di interesse degli scienziati è stata uno strato di terreno chiaro chiamato "bathtub ring", che potrebbe essere una linea di separazione fra il terreno originale e lo strato di materiali espulsi quando si formò il cratere. Giunto sul posto, sono state identificate tre strati distinti, chiamati Alpha, Beta e Gamma. Nello strato superiore "Alpha" è stata analizzata una roccia chiamata "Steno". Gli studi nella fascia interna del cratere sono stati lenti e difficoltosi, in parte a causa di vari piccoli malfunzionamenti che affliggono il rover. I tre strati furono successivamente ribattezzati "Steno", "Smith" e "Lyell". Opportunity ha analizzato una roccia chiamata "Hall", prima di procedere verso il secondo strato "Smith", a fine di ottobre. Sono state studiate diverse rocce dello strato Smith, aggirando un problema che causava un malfunzionamento del tool per la gestione del computer da remoto.
Al termine dell'anno, il rover si è spinto più a fondo, raggiungendo il terzo strato chiamato "Lyell".

### 2008

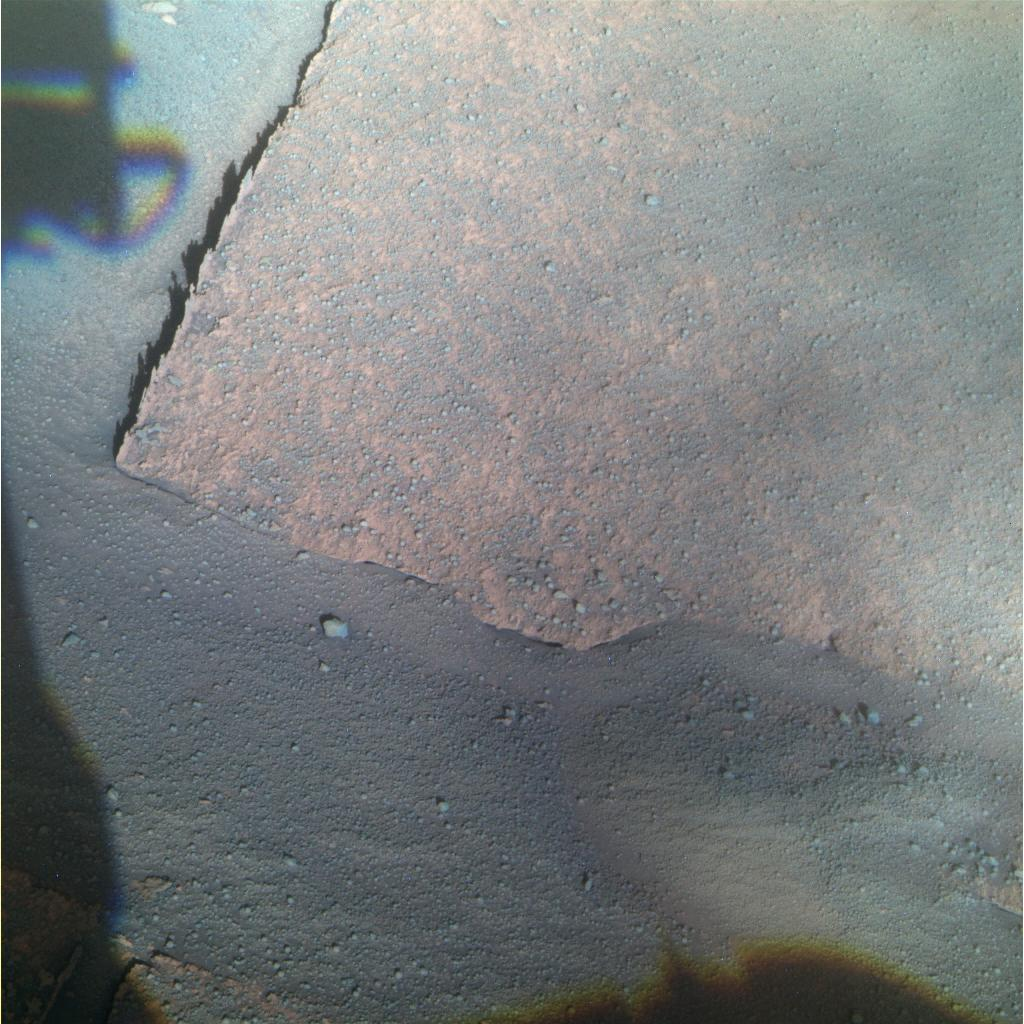
Immagine dello strato chiamato "Gilbert"

Sono proseguite le analisi dello strato inferiore della banda chiara sulle pareti del cratere Victoria. I progressi hanno iniziato a rallentare, poiché lo spettrometro Mossbauer ha perso gradualmente efficienza e le misurazioni effettuate con questo strumento richiedono diverse decine di ore per essere completate. Dopo aver studiato tre rocce, Opportunity ha ripreso immagini del pendio verso il basso alla ricerca di nuovi percorsi e nuovi obiettivi per le indagini. Al termine di gennaio (sol 1416) il rover si è spinto verso il basso con cautela, a causa dell'aumento di pendenza del terreno, verso una roccia chiamata "Buckland" e successivamente verso un nuovo strato di roccia chiamato "Gilbert".

### 2009
Il 7 marzo 2009 (sol 1820), Opportunity ha avvistato i confini di Endeavour dopo aver percorso circa 3,2 km dal momento in cui ha lasciato Victoria nell'agosto 2008. Opportunity ha avvistato anche il cratere Lazu che dista circa 38 km e misura circa 7 km di diametro.
Il 7 aprile 2009 (sol 1850), dopo la pulizia dei pannelli solari, Opportunity ha generato 515 Wh ed ha aumentato la produzione di energia di circa il 40%. Dal 16 al 22 aprile (sol 1859-1865), Opportunity ha fatto una serie di giri e, durante quella settimana, ha percorso una distanza totale di 478 m. Mentre Opportunity studiava un affioramento roccioso denominato "Penrhyn", il meccanismo di guida per la ruota anteriore destra, che era stato lasciato a riposo, aveva le tensioni del motore molto vicine ai livelli di normalità.
Il 18 luglio 2009 (sol 1950), una grande roccia scura è stata notata nella direzione opposta dalla quale Opportunity stava viaggiando e così il rover si è diretto verso di essa, raggiungendola il 28 luglio (sol 1959). La roccia si è rivelata essere un meteorite ed è stato nominato 'Block Island'. Opportunity è rimasto fino al 12 settembre 2009 (Sol 2004), studiando il meteorite prima di tornare al suo viaggio verso il cratere Endeavour.
Il suo viaggio è stato interrotto il Sol 2022 dal ritrovamento di un altro meteorite, un campione di 0,5 metri soprannominato 'Shelter Island', che il rover ha esaminato fino al Sol 2034. Poi si è diretto verso un altro meteorite, 'Mackinac Island', che ha raggiunto quattro sol più tardi il 2038 (17 ottobre 2009). Il rover ha condotto un incrocio di sequenze di immagini, ma non ha indagato oltre su questo meteorite, riprendendo il suo cammino verso Endeavour.
Il 10 novembre 2009 (Sol 2061), il rover ha raggiunto una roccia interessante, denominata 'Marquette Island'. Ne è seguito uno studio prolungato fino al 12 gennaio 2010 (Sol 2122): si era incerti su quale tipo di roccia fosse, ma si è arrivati alla conclusione finale che si trattava di roccia espulsa dalle profondità della superficie di Marte piuttosto che di un meteorite.

### 2010
Il 28 gennaio 2010 (Sol 2138), Opportunity è arrivato al cratere Concepcion, ed ha effettuato con successo il giro del cratere di 10 metri di diametro prima di proseguire verso Endeavour. La produzione di energia variava da circa 305 Wh a circa 270 Wh in questo periodo.
Il 5 maggio 2010, a causa di campi di dune potenzialmente pericolosi lungo il percorso diretto tra Victoria e Endeavour, è stato intrapreso un nuovo percorso che ha aumentato la distanza che separava i due crateri a 19 chilometri.
Il 19 maggio 2010, Opportunity ha raggiunto i 2246 sol di funzionamento, cosa che ha reso questa missione la più lunga in assoluto sulla superficie di Marte, battendo il record di 2245 sol raggiunto dalla Viking 1.
Nel luglio 2010, è stato annunciato che il team di Opportunity stava utilizzando come nomi informali per i siti del cratere Endeavour quelli dati dal capitano della British Royal Navy, il tenente James Cook, ai luoghi visitati nel suo viaggio del 1769-1771 nell'Oceano Pacifico al comando della Endeavour. Questi comprendono attualmente "Cape Tribulation" e "Cape Dromedary", "Cape Byron" (il punto più orientale del continente australiano), e "Point Hicks" (la parte del continente australiano avvistata per prima dalla Endeavour nel 1770).
L'8 settembre 2010 è stato annunciato il raggiungimento di metà del viaggio di Opportunity tra Victoria e il cratere Endeavour.
In novembre, il rover ha trascorso alcuni giorni fotografando un cratere di 20 metri chiamato 'Intrepid', incontrato durante il tragitto attraverso un campo di crateri da impatto di piccole dimensioni. Il 14 novembre 2010 (Sol 2420), l'odometria totale ha superato la tacca dei 25 km. La produzione media di energia dai pannelli solari in ottobre e novembre è stata di circa 600 Wh.

#### Cratere di Santa Maria
Il 15 dicembre 2010 (Sol 2450), il rover è arrivato a 'Santa Maria' e ha trascorso diverse settimane studiando il cratere di 90 metri (300 piedi) di larghezza. I risultati di Opportunity sono stati confrontati con i dati rilevati in orbita dallo spettrometro CRISM della sonda Mars Reconnaissance Orbiter. CRISM aveva rilevato minerali “acquiferi” nel cratere di 'Santa Maria' e il rover ha contribuito ad analizzarli ulteriormente. Opportunity ha percorso più chilometri in questo anno marziano (che corrisponde a circa due anni terrestri), che in qualsiasi anno precedente.

### 2011
Dopo il suo arrivo sul bordo del cratere di Santa Maria, il team ha posizionato il rover sul bordo sud-orientale e ha raccolto dati. Sono seguite due settimane di preparativi per la congiunzione solare di fine gennaio, quando il Sole si pone tra la Terra e Marte e blocca completamente la comunicazione con il rover. Alla fine di marzo, Opportunity ha iniziato il viaggio di 6,5 km tra 'Santa Maria' e 'Endeavour', e il 1º giugno il rover ha superato il traguardo di 30 km di traversata (oltre 50 volte la distanza progettata). Due settimane più tardi, il 17 luglio 2011 (Sol 2658), Opportunity ha percorso 20 miglia su Marte.
Con il Sol 2700 (29 agosto 2011), Opportunity ha continuato a funzionare in modo trenta volte più efficace per la sua missione prevista di 90 sol, aiutato da pulizie periodiche dei pannelli solari ad opera dei venti marziani, e ha intrapreso numerose analisi geologiche delle rocce marziane e della superficie di Marte.

#### L'Arrivo al cratere Endeavour
Opportunity è arrivato al cratere Endeavour il 9 agosto 2011, in un punto di riferimento chiamato Spirit in riferimento al nome dal rover gemello, dopo aver attraversato 13 km dal cratere Victoria, per un periodo di tre anni. Endeavour ha un diametro di circa 23 km (14 miglia) e offre agli scienziati nuovo terreno da esplorare, incluse rocce più antiche mai incontrate finora, e minerali argillosi che possono essersi formati in presenza di acqua. Il ricercatore principale responsabile del rover, Ray Arvidson, ha detto che probabilmente Opportunity non entrerà nel cratere Endeavour perché sembra che contenga materiale già analizzato in precedenza. Le rocce sul bordo sono più antiche rispetto a qualsiasi altra precedentemente studiata da Opportunity. "Penso che ci sia molto più interesse nell'ispezionare lungo il perimetro del cerchio", ha detto Arvidson.
All'arrivo ad Endeavour, Opportunity ha iniziato quasi subito a scoprire fenomeni marziani non precedentemente osservati. Il Sol 2694 (22 agosto 2011), il rover ha iniziato l'esame di 'Tisdale 2', un grande masso espulso dall'interno di Marte. "Questo è diverso da qualsiasi roccia mai vista su Marte", ha detto Steve Squyres, ricercatore principale Opportunity presso la Cornell University di Ithaca, New York. "Ha una composizione simile a quella delle rocce vulcaniche, ma c'è molto più di zinco e bromo di quanto siamo abituati a vedere. Stiamo ricevendo la conferma che il raggiungimento di Endeavour ci ha davvero dato l'equivalente di un secondo sito di atterraggio per Opportunity".
Ai primi di dicembre, Opportunity ha analizzato una formazione denominata 'Homestake', che si è concluso essere formata da gesso. Utilizzando tre strumenti del rover - microscopio, spettrometro a particelle alfa e raggi X, e filtri della fotocamera panoramica - i ricercatori hanno determinato che il deposito è composto da solfato di calcio idrato, o gesso, un minerale che non si crea se non in presenza di acqua. Questa scoperta è stata chiamata "slam dunk" ed è la prova che "l'acqua fluiva attraverso le fratture sotterranee della roccia."
Opportunity ha percorso più di 34 km (21 miglia) fino al 22 novembre 2011 (Sol 2783), mentre venivano intrapresi i preparativi per il prossimo inverno marziano. 
Alla fine del 2011, il rover era situato in una posizione inclinata di circa 15 gradi a nord, un angolo più favorevole per la produzione di energia solare durante l'inverno marziano. Con la polvere nell'aria e sui pannelli solari superiore rispetto agli anni passati, questo inverno rischiava di essere più impegnativo.

### 2012
In gennaio 2012, il rover ha restituito i dati da Greeley Haven (dal nome di Ronald Greeley) mentre trascorreva il suo quinto inverno marziano e i suoi otto anni terrestri su Marte. Viene utilizzato per lo studio del vento marziano, che è stato descritto come "il processo più attivo su Marte ad oggi" e per condurre un esperimento scientifico. Misurando attentamente i segnali radio, l'oscillazione può mostrare se il pianeta ha un interno solido o liquido. Se il vento pulisce la polvere dai pannelli solari, Opportunity avrà più corrente durante l'inverno. Il campo di lavoro in inverno è situato sul segmento Cape York del bordo del cratere Endeavour. Opportunity ha raggiunto il bordo di questo cratere largo 22 km nel mese di agosto dopo tre anni di tragitto, dal più piccolo cratere Victoria, che ha studiato per due anni.
Il Sol 2852 (1º febbraio 2012), la produzione di energia dai pannelli solari era pari a 270 Wh, con un'opacità atmosferica su Marte (Tau) di 0,679, un fattore solare-polvere serie di 0,469, con odometria totale a 34,36137 km. In marzo (intorno al Sol 2890), è stata studiata la roccia 'Amboy' con lo spettrometro Mössbauer e il microscopio elettronico, ed è stata misurata la quantità di gas argon presente nell'atmosfera marziana. Il solstizio d'inverno è caduto su Marte il 30 marzo 2012 (Sol 2909) e il 1º aprile c'è stato un piccolo evento di pulizia. Al Sol 2913 (3 aprile 2012), la produzione dei pannelli energia solare è di 321 Wh. Il giorno 8 maggio (Sol 2947) il rover si è rimesso in movimento, dopo essere rimasto fermo per 130 Sol in modo da poter superare l'inverno marziano. La distanza percorsa finora ha superato i 34400 m.

### 2013
La missione del rover Opportunity su Marte continua all'interno del cratere Endeavour, a sud dell'equatore di Marte. Qui rileva tracce di solfato di calcio, segno della possibile presenza di acqua in passato, in alcune vene tra le rocce.

#### Partenza da Cape York
Opportunity ha iniziato l'anno dirigendosi verso i margini del cratere Endeavour partendo da Cape York, in questo momento la distanza totale percorsa dall’atterraggio su Marte era 35 km. Successivamente, il rover si è diretto verso sud attraverso un varco sul bordo di un luogo che i ricercatori hanno chiamato Botany Bay, spostandosi poi verso un altro varco a sud, dove erano presenti due colline, una chiamata Solander Point, e l’altra più a sud chiamata Cape Tribulation. L'obiettivo era di raggiungere Solander Point prima dell'arrivo dell’inverno nell'emisfero meridionale di Marte, dato che l'area è inclinata verso nord e consentendo così al rover di rimanere attivo durante i mesi invernali. Inoltre Solander Point aveva una grande valenza geologica per opportunità di esplorazione stratigrafica. In aprile 2013, il rover attraversava una congiunzione solare di tre settimane, durante la quale la comunicazione con la Terra è stata bloccata a causa della posizione del sole, quindi Il braccio del rover è stato posizionato su una roccia cosicché gli spettrometri potessero continuare a raccogliere dati. 
Il 16 maggio 2013, la NASA ha annunciato che Opportunity aveva guidato più di qualsiasi altro veicolo della NASA, su un mondo diverso dalla Terra. La distanza totale percorsa da Opportunity è andata oltre i 35,744 km, superando così la distanza totale guidata dal rover lunare dell’Apollo 17. Il record per la distanza più lunga guidata da un veicolo su un altro mondo era all’epoca detenuto dal rover lunare Lunokhod 2. Sulla base del numero di rotazioni compiuti della ruote, si riteneva che Lunokhod 2 avesse coperto 37 km, ma gli scienziati russi hanno revisionato il valore ad una distanza stimata di circa 42 km sulla base di immagini orbitali della superficie lunare. 
Il 17 maggio 2013, la NASA ha annunciato che un’analisi preliminare di uno degli obiettivi della roccia, chiamata "Esperance", ha rivelato che l'acqua in passato può aver avuto un pH neutro. Questo è stato successivamente confermato in ulteriori studi, sostenendo l'idea che l'antico Marte era un "mondo ricco d'acqua con condizioni idonee per la vita". Al 20 Giugno 2013 (Sol 3344), la distanza totale percorsa da Opportunity ammontava a 36,84 km, durante il viaggio verso Solander Point. Al 21 Giugno 2013 ha raggiunto il traguardo di cinque anni marziani trascorsi sul pianeta rosso.

#### Solander Point

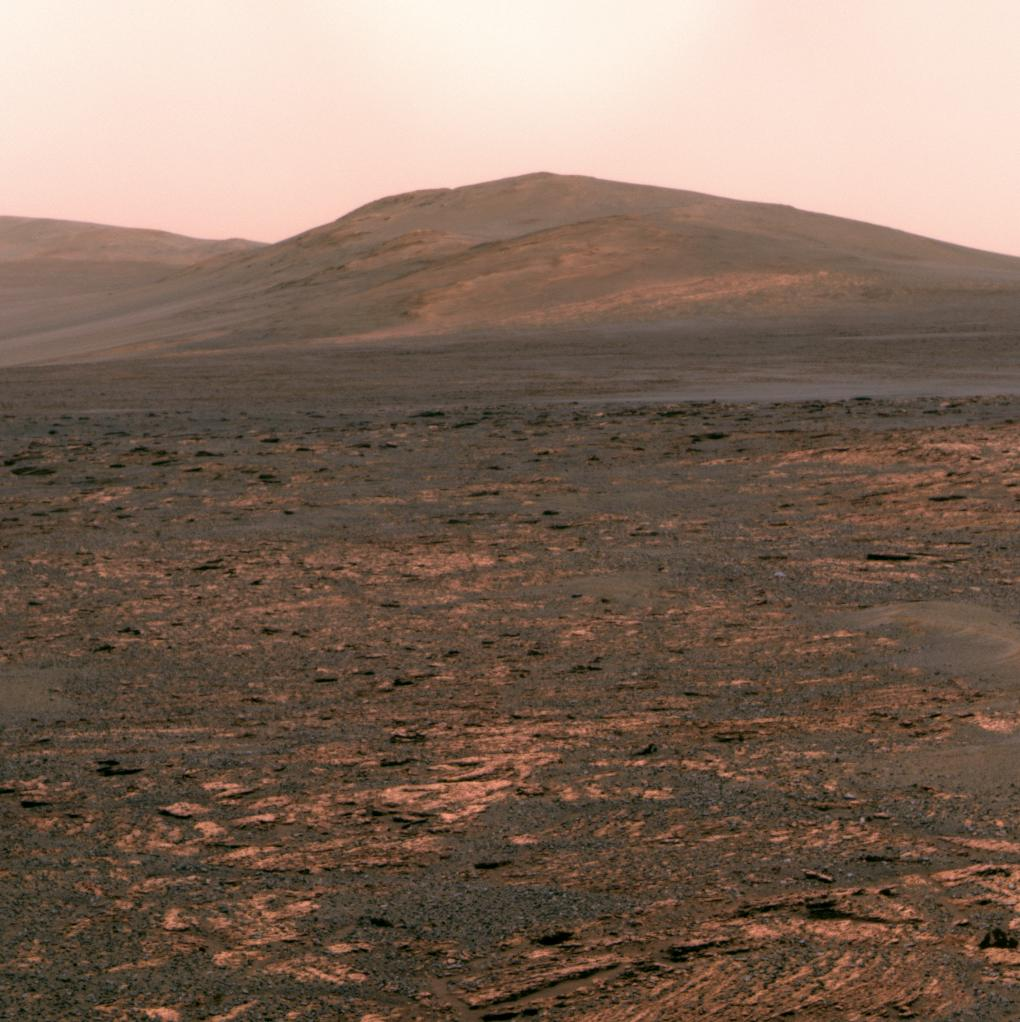
Solander Point visto guardando da Botany Bay. Immagine scattata ad una lunghezza d'onda di 753, 535 e 432 (quindi immagine quasi a colori reali).

Ai primi di luglio 2013 Opportunity si stava avvicinando a Solander Point, percorrendo ogni giorno da dozzine a un centinaio di metri. Ci è arrivato ai primi di agosto del 2013, dopo aver esaminato un frammento di terreno interessante trovato lungo il percorso. Solander sembrava poter fornire un pendio esposto a nord per aiutare nella produzione di energia a partire dalla luce solare, man mano che l'inverno marziano si stava avvicinando (contestualmente ai cambi di stagione, l'angolo del sole sull’orizzonte si sposta). Al Sol 3390 (6 agosto 2013) l'apporto energetico era di 385 Wh, calando dai 395 Wh al Sol 3384 (31 luglio 2013), e 431 Wh al Sol 3376 (23 luglio 2013). Nel maggio 2013 era stato toccato il picco più alto di 546 Wh. Altri fattori che inficiano la produzione di corrente includono l'opacità atmosferica e la sabbia che si accumula sui pannelli solari. Anche se il rover non può pulire via la sabbia, tali problematiche sono state considerate durante il suo sviluppo. 
Nel mese di settembre sono state esaminati numerosi obiettivi di superficie e rocce intorno a Solander. La produzione di energia dai pannelli solari è scesa a 346 Wh al Sol 3430 (16 settembre 2013), fino ai 325 Wh di Sol 3452 (9 ottobre 2013). Dopo un viaggio in luoghi con inclinazione più favorevole, soprannominati “lily pads (foglie di ninfee) Opportunity è riuscito a produrre più di circa 300 Wh al giorno anche se l’inverno marziano si stava avvicinando. Il periodo più freddo dell’inverno marziano era previsto per febbraio 2014, ma facendo uso delle discese verso nord ci si aspettava che il rover avrebbe avuto abbastanza energia per rimanere in movimento durante l'inverno marziano. Entro la fine di ottobre il rover stava salendo il Solander Point, in cui si sperava di esaminare alcune delle rocce più antiche. Le rocce si presume risalgono al periodo marziano Noachiano di circa quattro miliardi di anni fa, e si pensava avrebbero potuto fornire dei risultati agli scienziati entro Natale. In seguito la squadra è stata in cerca di declivi da 5 a 20 gradi per una ottenere una maggiore quantità di energia prodotta.
Dopo la discesa, Opportunity ha compiuto un ampio giro all'inizio di novembre per evitare una zona di increspature sabbiose, continuando a raccogliere dati sulle rocce marziane. La distanza percorsa totale al 5 novembre 2013 (Sol 3478) era di 38,53 km.

### 2014
Dal giugno del 2014 il rover registra alcune anomalie quando cerca di collegarsi con la memoria flash al riavvio dopo la notte.
Nell'agosto del 2014 il rover registra una serie di riavvii improvvisi che spingono il team di scienziati a pianificare una formattazione della memoria flash, operazione già eseguita con successo nel 2009 con Spirit.
Ad ottobre, dal bordo del cratere Endeavour, ha osservato la cometa Siding Spring.
Dopo dieci anni di attività ed avendo percorso 40,25 km, Opportunity supera il rover russo Lunochod-2, che sulla Luna percorse 39 chilometri in meno di cinque mesi. A settembre Opportunity ha avuto alcuni problemi con il computer di bordo, il quale ha continuato a riavviarsi periodicamente senza una spiegazione. Nonostante questo, gli ingegneri sono riusciti a riscrivere parte del sistema operativo del rover per farlo funzionare ed evitare i riavvii. Ripresa la marcia, il rover ha iniziato a scalare una collina molto ripida per ottenere una migliore vista dell'altro lato della Cresta Wdowiak. Grazie a questo sono state scattate foto ravvicinate dei massi intorno al Cratere Ulysses, ed immagini della scalata della cresta. Il rover ad ottobre esamina le rocce all'esterno del piccolo cratere Ulysses. L'impatto ha lanciato via molte rocce, che altrimenti sarebbero sepolte sotto la crosta. È perciò interessante poter analizzarle senza dover scavare. Ad ottobre il rover effettua l'osservazione della cometa Siding Springs che è al suo punto più vicino a Marte il 19. A novembre il rover supera i 41 km di percorrenza.

### 2015
A gennaio e febbraio il rover si trova presso il Cape Tribulation, un'area del bordo del cratere Endeavour, dalla quale ha scattato una foto panoramica. Il rover sta analizzando luoghi in cui precedentemente il Mars Reconnaissance Orbiter ha rilevato la presenza di montmorillonite, che potrebbe indicare un passato di acqua non acida. A marzo il rover sta puntando verso la Marathon Valley. Il 25 marzo supera i 42,195 km di una maratona olimpica.. I giorni successivi il rover avanza senza intoppi, fino al 27 marzo, a 42,198 km poiché ha subito una formattazione della memoria flash. Il 26 aprile il rover ha superato i 4.000 sol e i 42 km percorsi. A giugno si trova nei pressi del cratere Spirit of St.Louis. Come le altre sonde marziane in questo periodo viene messo in pausa causa la congiunzione solare di Marte.

### 2016
Il 3 gennaio 2016 (Sol 4246), Opportunity ha trascorso il solstizio d'inverno su Marte aumentando la produzione di energia per irraggiamento solare, producendo 449 Wh dai pannelli solari. Il 25 gennaio 2016, Opportunity ha raggiunto il traguardo di dodici anni trascorsi dall'atterraggio su Marte e ha continuato la sua indagine scientifica nella Marathon Valley. 
Il 31 marzo 2016, Opportunity ha scattato una foto di un dust devil all'interno del cratere Endeavour. Anche se il rover Spirit ha avvistato spesso questo tipo di fenomeni, si è rilevato che sono meno frequenti nella zona che Opportunity sta esplorando. 

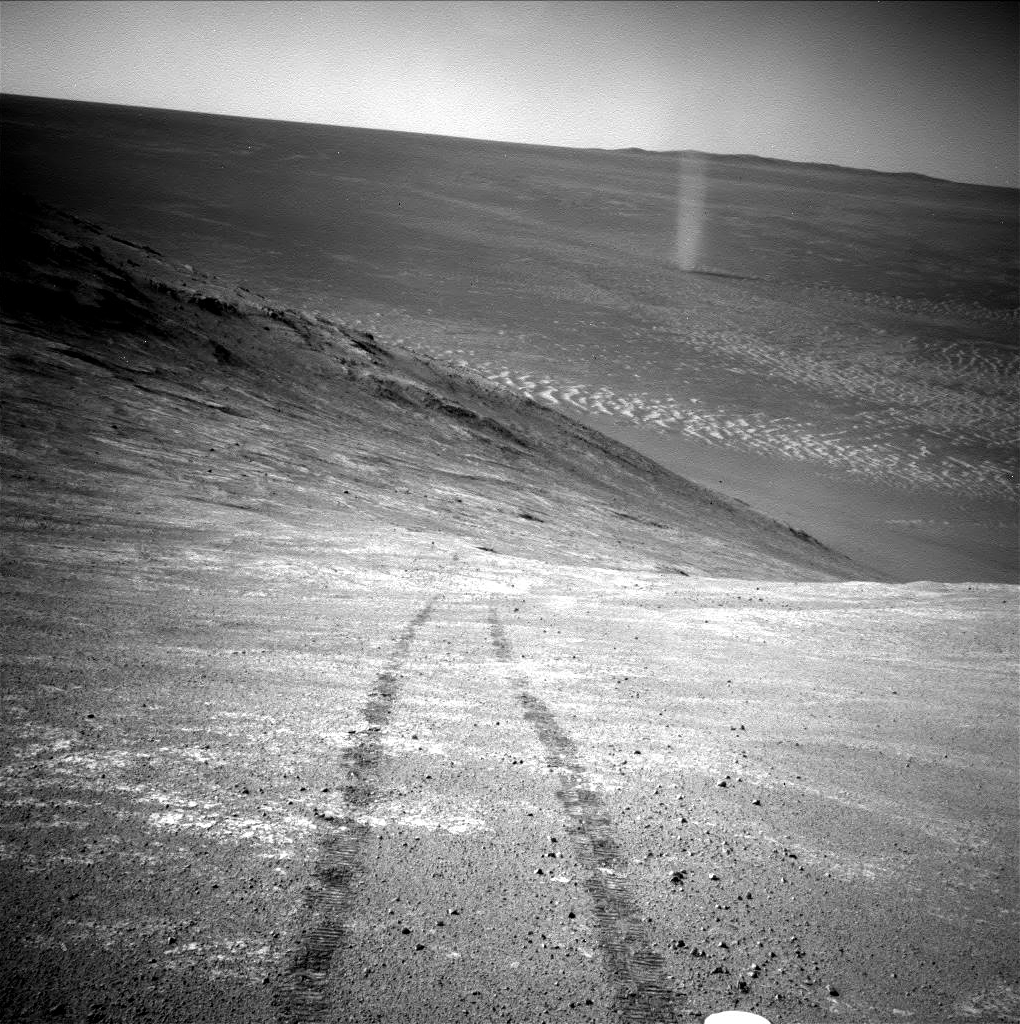
Opportunity fotografa un "diavolo di sabbia" (aprile 2016)

#### Sacagawea Panorama
Nel giugno 2016, Opportunity ha scattato un’immagine panoramica chiamata Sacagawea Panorama, in onore della donna Lemhi Shoshone che aiutò la spedizione di Lewis e Clark nel loro viaggio di esplorazione in America dal 1804 al 1806. La foto è stata scattata nella Marathon Valley al cratere Endeavour sul pianeta Marte.

#### Partenza dalla Marathon Valley
Nel settembre 2016, Opportunity è partito dalla Marathon Valley che aveva attraversato il precedente anno terrestre. Ha continuato ad esplorare il bordo occidentale del cratere Endeavour, uscendo dal gap di Lewis e Clark nella Marathon Valley, e si è fatto strada verso la Spirit Mound, raggiungendola a inizio ottobre 2016, e passando attraverso la Bitterroot Valley, dove ha ripreso a raccogliere dati per un esperimento scientifico.
A partire da ottobre 2016, i tre nuovi obiettivi della missione comprendono la discesa giù nel cratere Endeavour lungo quello che si è pensato essere un canalone scavato dall’acqua, il confronto del materiale delle pianure con quello dell'interno del cratere, e la ricerca di rocce pre-urto (rocce che pre-datano l'impatto che presumibilmente ha formato il cratere Endeavour).
Dal 4 ottobre 2016 (Sol 4514), il rover ha viaggiato 26.99 miglia (43.44 km), e ha generato 472 Wh di elettricità.

#### Ripresa della discesa di Schiaparelli
In ottobre 2016 il lander ESA Schiaparelli ha tentato di atterrare nei pressi del cratere Endeavour, e le due squadre di gestione (NASA ed ESA) hanno lavorato insieme per tentare di scattare delle foto durante la discesa del lander. Opportunity ha scattato foto della zona del cielo in cui il lander stava scendendo, anche se con scarso successo. Verso la fine di ottobre 2016 è stato confermato che Schiaparelli si è schiantato sulla superficie, anziché effettuare un atterraggio controllato, a causa dell’accensione troppo breve dei retrorazzi.

#### La missione continua
Il rover è diretto a sud dello Spirit Mound, continuando la sua missione sul bordo del cratere Endeavour. Al Sol 4541 (1 novembre 2016), la produzione di energia dai pannelli solari era di 390 Wh e al Sol 4548 (8 novembre 2016), la produzione di energia pannelli solari era di 445 Wh. Una copia dei dati della EEPROM è stata inviata sulla Terra, per essere utilizzata nei rover presenti sui banchi di prova.

### 2017

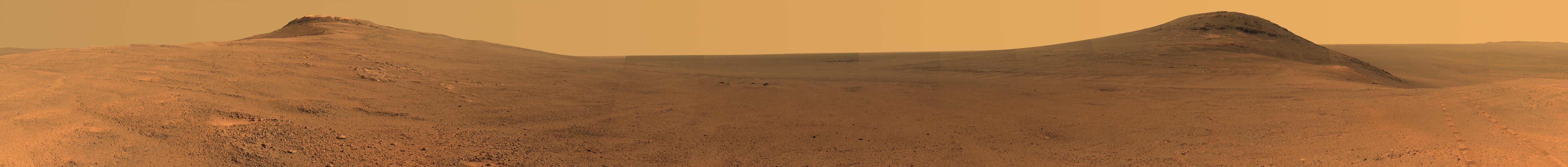
Sopra la Perserverance Valley, luglio 2017

### 2018
Nel 2018 il rover ha continuato a esplorare un'area chiamata Perseverance Valley, già raggiunta nel 2017 e aveva trascorso il resto dell'anno esplorando quest'area che si trova sul bordo occidentale dell'Endeavour Crater; nel 2018 prosegue questo studio approfondito.
Al Sol 4977 (23 gennaio 2018), il software di volo di backup è stato aggiornato alla versione più recente. In quel giorno la produzione elettrica era di 644 Wh, e la distanza totale percorsa su Marte dall'atterraggio era 45,09 km.

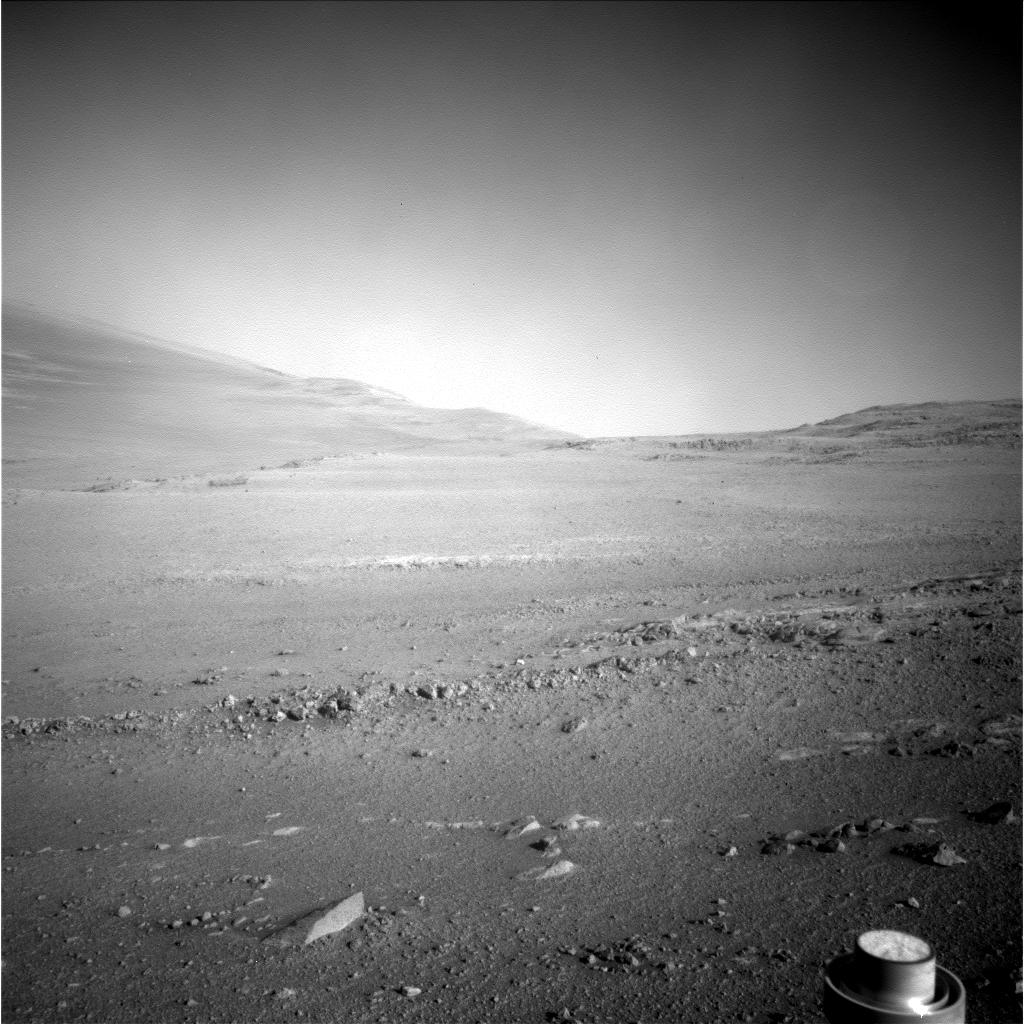
Immagine di inizio gennaio 2018 (Sol 4959) dalla fotocamera NavCam guardando lungo il bordo del cratere Endeavour

#### 5000 Sol su Marte

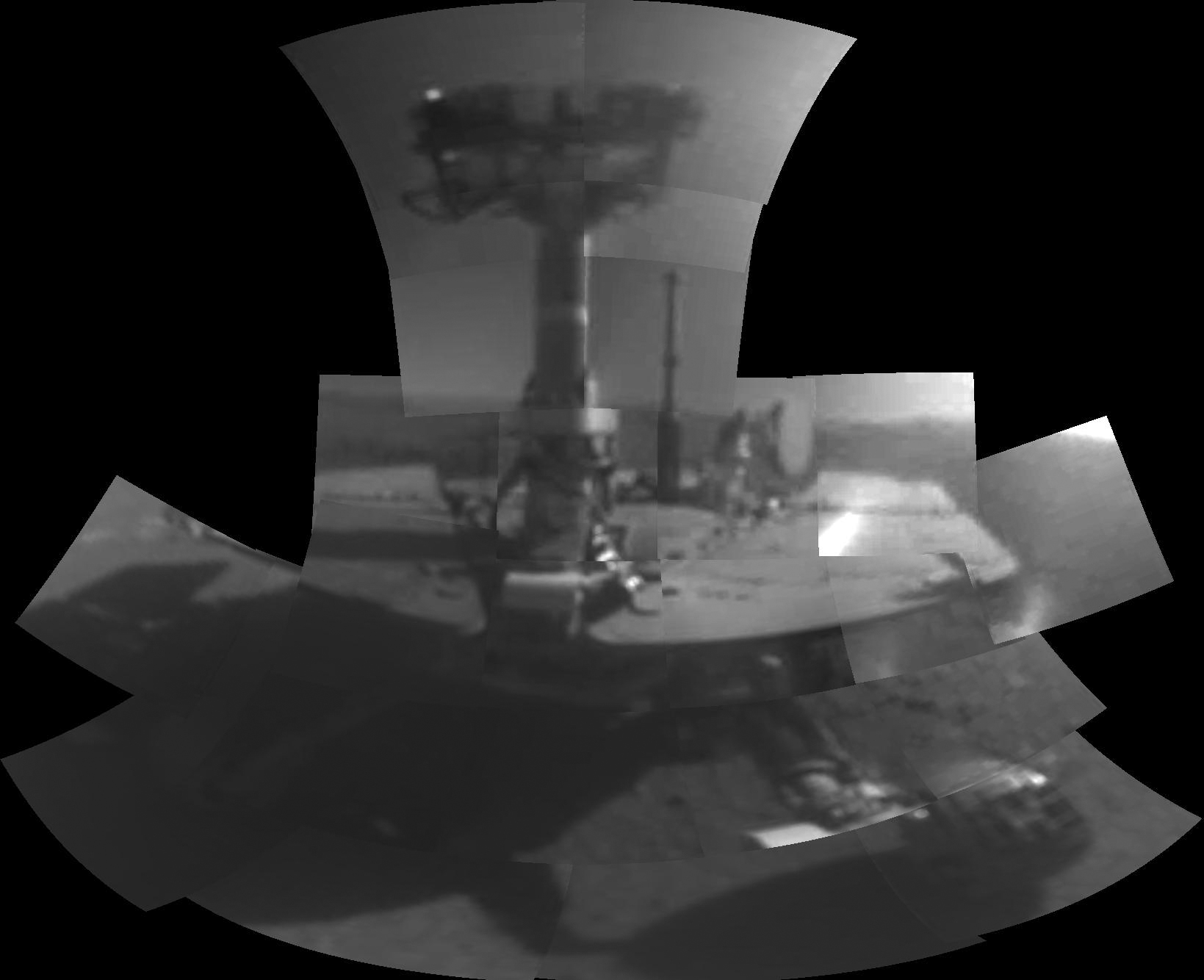
Il primo selfie di Opportunity su Marte nel Sol 5000 includendo l'albero della Pancam.

Il 16 febbraio 2018 Opportunity ha raggiunto 5000 Sol su Marte da quando è sbarcato sul pianeta nel gennaio 2004. In quel giorno si stava facendo strada lungo la Perseverance Valley sul bordo occidentale del cratere Endeavour, che esplorava dal 2011. L'inclinazione del bordo interno del cratere in cui Opportunity sta esplorando è in media di circa 15-20°.
Per l'occasione dei 5000 Sol il team ha dato istruzioni al rover per eseguire un selfie includendo anche l'albero della Pancam utilizzando l'imager microscopico all'estremità del braccio robotico.
La produzione di energia al Sol 5004 (20 febbraio 2018) è stata di 653 Wh.
In tutto il 2018 il rover prosegue lo studio della Perseverance Valley, studiando anche uno sperone roccioso chiamato Aguas Calientes usando il Rock Abrasion Tool (RAT).
Nei mesi seguenti il rover ha proseguito il suo percorso cercando dei buoni target di studio incontrando talvolta difficoltà di equilibrio nel terreno in questa zona durante l'uso del braccio robotico.

#### Tempesta globale di sabbia

Questa animazione di Marte mostra una crescente tempesta di polvere dal 31 maggio all'11 giugno 2018. Le immagini sono state scattate dalla fotocamera Mars Color Imager (MARCI) del Mars Reconnaissance Orbiter (MRO). Sono indicate le posizioni di Opportunity e Curiosity.

Nel mese di giugno 2018 è stata notata una grossa tempesta di sabbia in via espansione dallo strumento Mars Color Imager del Mars Reconnaissance Orbiter, proprio nella zona di Opportunity, costringendo gli operatori da terra a interrompere qualsiasi missione scientifica e inviare i comandi al rover per spegnere tutti gli strumenti non essenziali per via del minor apporto energetico fornito dai pannelli solari. Il 10 giugno il rover ha inviato a terra una comunicazione sulle sue condizioni, evidenziando che nonostante la poca energia dai pannelli solari fosse di 22 Wh, ci fosse ancora energia per le comunicazioni e che la temperature interna era di −29 °C. La temperatura interna deve essere mantenuta all'interno dell'intervallo fra -40C° e +40C° da un generatore termoelettrico a radioisotopi, per evitare di far subire ai componenti elettronici danni causati dal freddo, causa principale della perdita del rover gemello Spirit. Questa tempesta di sabbia ha oscurato il cielo molto di più della tempesta del 2007 con un livello di oscuramento del sole di 10,8 tau, rispetto ai 5,5 del 2007.
Dopo l'ultima comunicazione del 10 giugno (Sol 5111) il rover ha smesso di inviare segnali verso la Terra, segno che probabilmente la tensione delle batterie è andata sotto i 24 Volt. In queste condizioni il rover è quindi andato in safe mode lasciando attivo solo il Mission Clock, il quale controlla solo quando il livello di energia torna agli standard operativi così da riattivare il rover e comunicare verso la Terra. Al 20 giugno non sono state ancora ricevute comunicazioni da parte del rover e ormai la tempesta sta assumendo una scala globale, arrivando anche al Gale Crater dove il rover Curiosity sta effettuando misurazioni sulla polvere dovute alla tempesta. Una tempesta del genere è molto simile a quella osservata dalla sonda Viking 1 nel 1977.
Dal 10 giugno 2018, dopo oltre 600 comandi inviati nel tentativo di comunicare, Opportunity non ha dato segni di vita. Molto probabilmente le basse temperature raggiunte durante la tempesta di sabbia hanno danneggiato il "Mission Clock", che di conseguenza non permette al rover di riprendere contatto con la Terra.

### 2019
Il 13 febbraio 2019, dopo 835 tentativi di connessione andati a vuoto, la NASA comunica ufficialmente la fine della missione.

## Scoperte scientifiche
Opportunity ha fornito prove evidenti riguardanti gli obiettivi primari della missione scientifica: cercare e investigare una grande varietà di rocce e tipi di terreno che contengono indizi di una presenza di acqua nel passato. Inoltre il rover ha inviato molti dati astronomici e atmosferici.

## Onorificenze
In onore al grande contributo di Opportunity all'esplorazione di Marte, l'asteroide 39382 è stato chiamato 39382 Opportunity. Il nome è stato proposto da Ingrid van Houten-Groeneveld, che scoprì l'asteroide assieme a Cornelis Johannes van Houten e Tom Gehrels il 24 settembre 1960.
l 28 luglio 2014 è stato annunciato che Opportunity, dopo aver percorso oltre 40 km (25 mi), era diventato il rover che raggiunse la distanza più lunga, superando il precedente record di 39 km (24 mi) del rover Lunokhod 2 sulla Luna.
Il 24 marzo, 2015, la NASA ha celebrato Opportunity, aveva percorso una distanza pari a quella di una maratona, 42,195 km (26,219 miglia) da quando il rover è atterrato su Marte.